# Cristiano Ronaldo dos Santos Aveiro
Cristiano Ronaldo dos Santos Aveiro (portuguès: Cristiano Ronaldo)  (Funchal, 5 de febrer de 1985) més conegut simplement com a Cristiano Ronaldo o amb el numerònim CR7 (inicials i número de la samarreta), és un futbolista professional portuguès que juga com a davanter i capitaneja l'Al Nassr, de la Saudi Pro League, i la selecció nacional de Portugal.
Ronaldo va protagonitzar en el seu moment el traspàs més car de la història del futbol quan fou fitxat pel Reial Madrid CF per 96 milions d'euros, fita que va superar el traspàs del seu company d'equip Gareth Bale a l'agost del 2013.
L'any 2007, Ronaldo va rebre la Pilota de Plata i va ser designat per la revista anglesa World Soccer el segon millor jugador de l'any. El 2008 va rebre la Pilota d'Or, la Bota d'Or i el premi FIFA World Player com a millor jugador de l'any. El 2009, va estar per darrere de l'argentí Lionel Messi i va rebre una altra vegada la Pilota de plata. La temporada 2010-2011 va rebre el Trofeu Pitxitxi amb el Reial Madrid, assolint el rècord de més gols a la Primera Divisió en una temporada. El 2013, 2014 i 2016 tornà a rebre la Pilota d'Or.

## Biografia
Cristiano Ronaldo va néixer i va créixer en un barri obrer de l'illa portuguesa de Madeira, en el si d'una família humil juntament amb altres tres germans. Ja de ben petit va mostrar la seva devoció pel futbol, i el 1993 va començar a practicar-lo oficialment en inscriure's a l'Andorinha, un petit club de la seva terra on el seu pare col·laborava. Ronaldo va començar a destacar per sobre dels seus companys en el Andorinha, i en complir 10 anys, el 1995, els grans equips de l'illa (Marítim i Nacional) ja se'l rifaven. Finalment es va incorporar a les files del Clube Desportivo Nacional, on va continuar la seva meteòrica progressió, convertint-se ja en una de les més brillants promeses del futbol portuguès. El 2001 va realitzar una prova de tres dies per a fitxar pel Sporting de Portugal, i finalment va deixar el Nacional per a passar a formar part del club de Lisboa, i es va haver de traslladar a la capital portuguesa.
Una vegada finalitzat al trasllat, va començar un nou periple a la disciplina del club lisboeta, famós per la producció de grans talents com ara Luís Figo, Nuno Valente, Simão Sabrosa o Ricardo Quaresma. Allà li van assignar, conjuntament amb la resta de companys, tutors personalitzats que l'orientaven en els estudis, psicòlegs que l'ajudaven a passar l'adolescència i metges que n'observaven el creixement físic. Tot això va contribuir a formar-lo com a persona i com a futbolista, un desenvolupament que l'acabaria duent a jugar els seus primers 90 minuts a la lliga portuguesa a l'octubre del 2001, quan tenia tan sols 17 anys. Cristiano va causar una grata impressió entre afició i premsa, i passà a formar part del grup d'habituals de la plantilla que es va proclamar, la temporada 2001-2002, campiona de la màxima divisió de la lliga portuguesa.

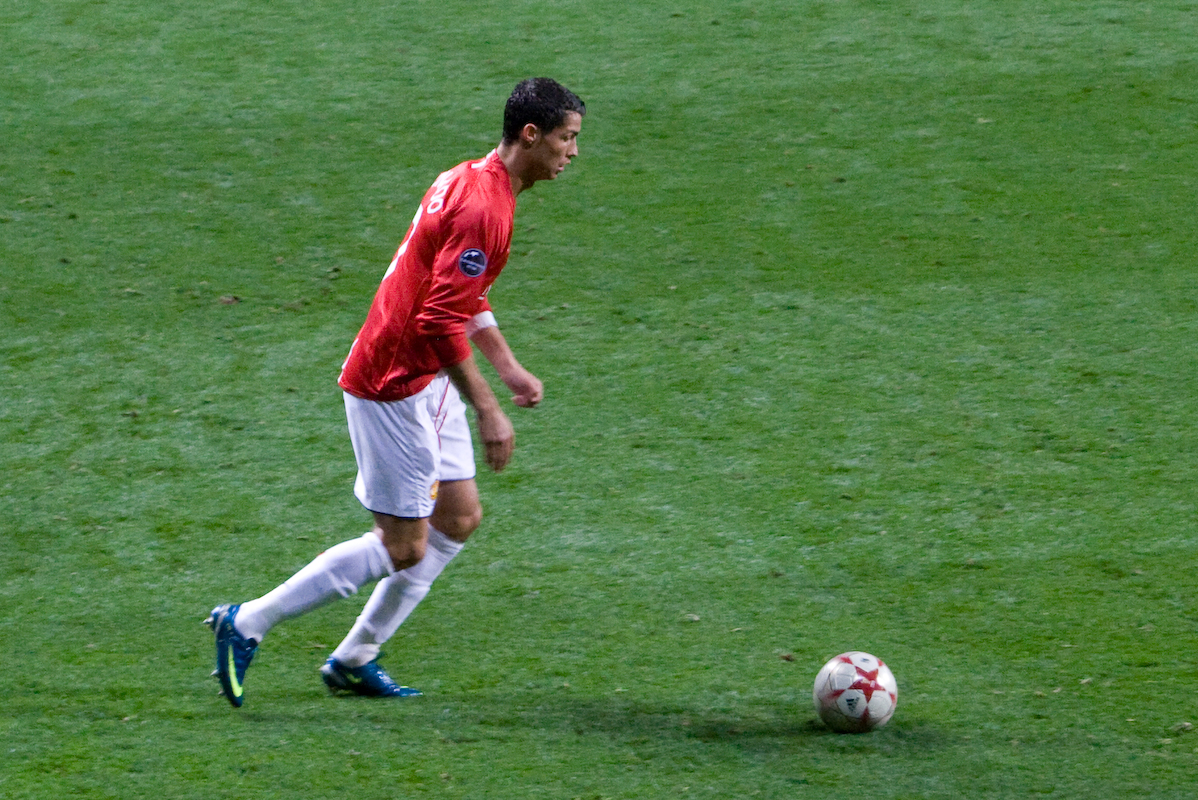
Cristiano Ronaldo es disposa a llançar una falta amb el Manchester United FC

L'estiu de 2003, l'Sporting de Lisboa i el Manchester United van disputar una partit amistós amb motiu de la inauguració de l'estadi José Alvalade per a l'Eurocopa que es disputaria en terres portugueses. A aquest partit el jove extrem va quallar una magnífica actuació que sorprendria tant els jugadors rivals com el seu entrenador, Sir Alex Ferguson, que va aconseguir el traspàs del portuguès al club anglès aquell mateix estiu, després de pagar 12,24 milions de lliures esterlines (més de 18 milions d'euros). Aquest traspàs coincidí amb el del també mig dret David Beckham al Reial Madrid, pel que a la seva arribada al Manchester United hom el considerà el successor de Beckham. Cristiano Ronaldo percebia una fitxa anual de 4,2 milions d'euros nets a l'any el 13 d'abril del 2007, quan va renovar el contracte amb el Manchester fins al 2012, amb un sou de 4,6 milions d'euros nets a l'any (180.000 euros a la setmana).
L'11 de juny de 2009 el Manchester United va acceptar una oferta del Reial Madrid per a traspassar-lo, per una quantitat de 80 milions de lliures esterlines. El 26 de juny es va signar el traspàs definitiu, el traspàs més car de la història del futbol, per davant dels fitxatges de Figo, Kaká i Zidane, tots ells del Reial Madrid. Va ser presentat el 6 de juliol a l'estadi Santiago Bernabéu davant de més de 80.000 persones.
Va marcar el seu primer gol amb la samarreta blanca durant la Peace Cup davant el Liga de Quito el 28 de juliol de 2009, i la temporada 2010-11 es va convertir en el millor pitxitxi de tots els temps, amb 41 gols en 34 partits, superant el rècord de Telmo Zarraonaindía Zarra de la temporada 1950-51, igualat per Hugo Sánchez la temporada 1989-90.
El 2014 fou elegit segon millor davanter d'Europa, segons un estudi de l'observatori del Centre Internacional d'Estudis de l'Esport. El 2015 Kevin Roldán, un cantant colombià de hip-hop i reggaeton, es popularitzà després d'haver amenitzat la seva festa d'aniversari, molt criticada perquè coincidí amb una derrota del seu equip en un derbi amb l'Atlètic de Madrid.

## Trajectòria

### Categories inferiors
Cristiano Ronaldo va començar a destacar entre els seus companys de l'Andorinha, on treballava el seu pare i el seu primer club, i en complir els deu anys els grans equips de Madeira, C. S. Maritimo i CD Nacional ja s'havien interessat en la seva contractació.
Finalment es va incorporar a les files del Clube Desportivo Nacional, on va continuar amb la seva progressió i va esdevenir una de les més brillants promeses del futbol portuguès. En 2001 va realitzar una prova de tres dies per fitxar per l'Sporting Clube de Portugal i finalment va deixar el C. D. Nacional per passar a formar part del club de Lisboa, amb la qual cosa es va haver de traslladar a la capital portuguesa. En aquells moments el C. D. Nacional tenia un deute de 450 mil escuts que quedarien saldats gràcies a la progressió i trajectòria de Ronaldo en el seu traspàs a Lisboa.

### S. C. Portugal
Una vegada finalitzat el trasllat, va començar el seu nou periple en la disciplina del club lisboeta a partir de la temporada 1997-98. Allí li van assignar, al costat de la resta dels seus companys, psicòlegs, tutors personalitzats que li orientaven en els seus estudis i metges que observaven el seu creixement físic. Tot això va contribuir a la seva formació com a persona i com a futbolista.
Quan Cristiano Ronaldo tenia quinze anys, va ser diagnosticat un problema de cor que va poder haver-li forçat a retirar-se de jugar futbol. El Sporting de Lisboa va informar a la mare de Cristiano Ronaldo sobre el problema, qui, conscient dels riscos, li va donar permís per anar a l'hospital. A continuació, es va sotmetre a una operació en la qual va analitzar a través de cirurgia làser l'àrea del cor que estava causant el problema. La cirurgia es va realitzar al matí i Cristiano Ronaldo va ser donat d'alta de l'hospital la mateixa tarda i pocs dies després va tornar a entrenar.
El seu gran desenvolupament futbolístic li va acabar portant a jugar els seus primers minuts com a professional quan comptava amb tan sols 17 anys en el partit de classificació per la Lliga de Campions de la UEFA del 14 d'agost de 2002 enfront del FC Internazionale. El seu debut en Primera Divisió es va produir el 30 de setembre enfront del Sporting Clube de Braga en la qual el seu equip va caure derrotat per 4-2. No obstant això, en el seu segon partit de Lliga jugat el 7 d'octubre davant el Moreirense Futebol Clube, Cristiano va anotar dos gols en el 3-0 final gràcies als quals va causar entre afició i premsa una grata impressió, passant a formar part del grup d'habituals del primer equip del Sporting.
Cristiano Ronaldo es va convertir en el primer jugador a jugar en una temporada en els juvenils del Sporting, en l'equip filial i en el primer equip lisboeta. Abans de la seva primera temporada l'equip va guanyar la Lliga, la Copa de Portugal i la Supercopa.
Va ser observat per primera vegada per Gérard Houllier el gerent del Liverpool FC però es va negar a fitxar-ho per considerar-ho massa jove i que encara havia de desenvolupar més les seves habilitats. No obstant això a l'estiu de 2003, Sporting de Lisboa i Manchester United Football Club van disputar una trobada amistosa amb motiu de la inauguració del Estadi José Alvalade per l'Eurocopa 2004. En aquest partit el jove extrem va quallar una magnífica actuació que sorprendria tant als propis jugadors rivals com al seu entrenador Alex Ferguson, que va aconseguir el traspàs del portuguès al club anglès poc després en aquest mateix estiu.

### Manchester United F. C.

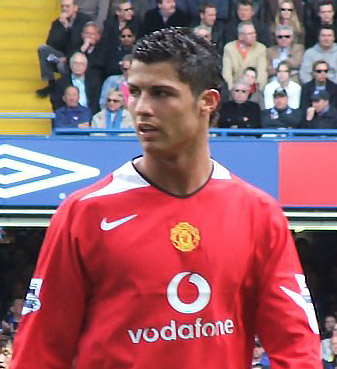
Cristiano Ronaldo durant la seva etapa en el Manchester United FC, on es va consagrar com un dels millors futbolistes del moment.

Per a la temporada 2003-04, l'entrenador Sir Alex Ferguson li va assignar el dorsal «7» que havia deixat l'excapità del Manchester, el migcampista anglès David Beckham.
Va fer el seu debut en la lliga anglesa el 16 d'agost de 2003, davant el Bolton Wanderers, ingressant en el minut 60 pel migcampista anglès Nicky Butt. Va marcar el seu primer gol de falta directa en una victòria per 3-0 sobre el Portsmouth FC l'1 de novembre en Old Trafford. En la seva primera temporada, va guanyar la FA Cup en imposar-se en Cardiff per 3-0 al Millwall FC de la Football League One, tercera categoria anglesa; Ronaldo va obrir el marcador i va ser nomenat l'home del partit.
En el seu segon any, va créixer com a futbolista assentant-se com un dels millors joves del futbol mundial. Es va afermar en la titularitat de l'equip i es va proposar millorar el seu registre golejador sobre el que el seu entrenador va declarar sobre aquest tema després del seu primer gol de la temporada:
| «                                                       | That was Cristiano's first of the season. He has promised us 12 and hopefully that's the start of them. Aquest va ser el primer de Cristiano en la temporada. Ell ens ha promès 12 i esperem que sigui el primer d'ells | » |
| — Sir Alex Ferguson. 4 de desembre de 2004. Manchester. | |   |

Ronaldo no va aconseguir complir amb el seu propòsit inicial de 12 gols, anotant 9 en els 50 partits que va disputar l'any.
Després d'un mal inici en la Lliga 2005-06, en la qual no obstant això va anotar en els primers partits el gol número 1.000 del club en la Premier League, va ser nomenat per la FIFPro com a «Millor jugador jove de l'any», firmant algunes de les seves millors actuacions com a jugador «xarxa» en partits enfront del Bolton Wanderers FC, el Fulham FC, el Portsmouth FC, o el Wigan Athletic FC en la final de la Carling Cup, on es van proclamar campions després de vèncer per 4-0. Finalment es va proclamar també campió de lliga per segon any consecutiu, i els seus nombres van millorar a 12 gols en 47 partits.
Després del Mundial d'Alemanya 2006, el jugador va manifestar el seu desig de recalar a Espanya, encara que després de diverses especulacions, el seu alt preu (66 milions d'euros) i les pretensions salarials del futbolista no van concretar la seva sortida del club.
En la següent temporada, va destacar especialment la seva nova faceta d'assistent que deixava patenti la seva enorme evolució en un equip on les seves actuacions començaven a ser molt destacades i importants per l'esdevenir del club anglès. En aquest moment Sir Alex Ferguson va declarar sobre el futbolista:
| «                                                     | […] he's been marvellous since the start of the season. Nothing fazes him; he's got such great courage. […] ha estat meravellós des del començament de la campanya. Gens li incomoda, té una gran mentalitat. | » |
| — Sir Alex Ferguson. 1 d'octubre de 2006. Manchester. | |   |

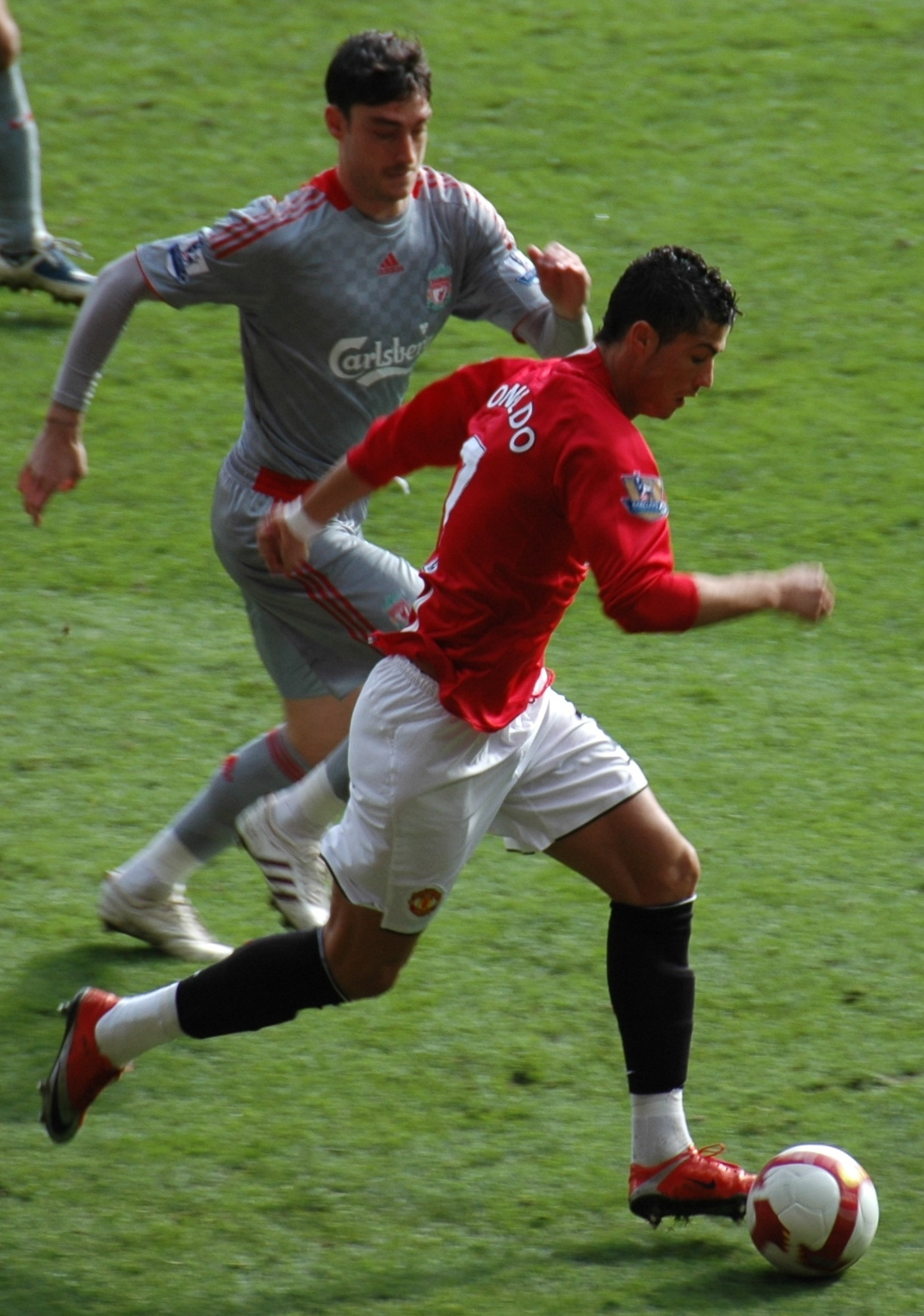
Cristiano Ronaldo durant un partit contra el Liverpool FC el 14 de març de 2009.

La seva progressió li va portar a ser designat al novembre per la Barclays Premier League com a «Jugador del mes». Va millorar també la seva faceta golejadora, sent autor de diversos doblets que li van valer per ser nomenat novament com a «Jugador del mes» de la Premier, i pel diari portuguès A Bola com a «Esportista portuguès de l'any» per la seva important contribució a l'expansió del futbol portuguès a través del món. rebent nous elogis per part del món futbolístic, qui ja li situava entre els millors jugadors del moment i començava a ser objectiu prioritari per als diferents clubs, com el FC Internazionale Milano, el FC Barcelona o el Reial Madrid CF, al que el portuguès va tornar a manifestar:
| «                                                   | Tothom sap que m'encanta Espanya. M'agradaria jugar allí algun dia. No obstant això, estic content en el Manchester. Si no em vaig ara, o em marxo en dos, tres, quatre, o cinc anys, estaria content. Estic en un gran club. | » |
| — Cristiano Ronaldo. 8 de març de 2007. Manchester. | |   |

Uns dies després, el 13 d'abril, va ampliar el seu contracte amb el United fins a 2012, i la seva renovació li va assegurar vuit milions d'euros nets per temporada, situant-ho dins dels futbolistes millor pagats del món. Va concloure la seva temporada obtenint el campionat de la Premier League i va ser guardonat per l'Associació de Futbolistes Professionals amb els premis a «Jugador de l'any» i «Jugador jove de l'any».
El 5 d'agost, va sumar un nou títol a les seves vitrines en conquistar la Community Shield després de vèncer en el torn de penals al Chelsea F. C., i després d'un nou dubtós inici de torneig, va ampliar el seu nombre de gols fins a convertir-se en l'extrem que més gols ha marcat en una mateixa temporada en el United, superant la marca de 32 gols establerta pel nord-irlandès George Best durant la temporada 1967-68.
Les seves actuacions li van portar per fi a disputar una final europea el 21 de maig de 2008 quan va disputar la final de la Lliga de Campions enfront del també anglès Chelsea F. C. Va ser l'autor de l'únic gol del seu club en un empat final, per la qual cosa el partit es va decidir en els llançaments de penal. Ronaldo va errar, però malgrat això les fallades del defensa rival John Terry i del atacant francès Nicolas Anelka li van donar el seu primer títol continental. Va ser nomenat jugador del torneig i també màxim golejador del mateix. Al conluir la campanya, Cristiano Ronaldo va marcar 42 gols, 31 d'ells en lliga –resultat que ho va deixar a dos punts de superar el rendiment del davanter neerlandès Ruud Van Nistelrooy en la temporada 2002-03– i es va proclamar vencedor d'una nova Community Shield malgrat no poder participar per lesió.
Va ser guardonat amb el FIFA World Player, l'Once d'Or i el Pilota d'Or, premi que no aconseguia un jugador del conjunt de Manchester des de feia 40 anys. També se li va concedir la Bota d'Or pels seus 31 punts en Premier League. El seu rendiment no va decaure, i a l'hivern va guanyar la Copa Mundial de Clubs 2008 sent nomenat com el segon millor jugador del torneig, per darrere del seu company Wayne Rooney.
Durant l'estiu de 2008, es va especular sobre la possible sortida del jugador al Reial Madrid CF, club que sempre va mostrar major interès pel futbolista. No obstant això, les negociacions es van posposar per a la temporada següent, mentre es recuperava d'una lesió que possiblement ho tindria fora dels terrenys de joc fins al mes d'octubre. La seva recuperació va arribar abans, i va deixar un dels gols més bells en la seva carrera en el partit de Lliga de Campions enfront del seu antic rival, el Futebol Clube do Porto en anotar des de més de trenta-cinc metres. El gol va ser posteriorment guardonat amb el Premi Puskás al millor gol de l'any. El seu alt rendiment va portar al club a disputar el seu segona final de la Lliga de Campions de manera consecutiva. En ella van ser derrotats pel FC Barcelona per 2-0, encara que sí va ser capaç de retenir el títol de la Premier League. Va finalitzar la temporada amb un registre de cinquanta-quatre partits i vint-i-quatre gols amb el United, i amb un registre total de cent divuit gols en dos-cents noranta-dos partits.

### Reial Madrid C. F.
L'11 de juny de 2009, el club anglès va acceptar l'oferta de £80 milions del Reial Madrid Club de Futbol, confirmant-se dues setmanes després i ser el traspàs més car en la història del futbol fins avui. Va ser presentat amb el dorsal «9» en el Estadi Santiago Bernabéu davant unes 80 000 persones, xifra mai vista en una presentació. El seu fins llavors entrenador va tenir unes noves paraules de reconeixement pel seu ja exjugador:
| «                                                  | I have nothing but praise for the boy. He is easily the best player in the world. He is better than Kaká and better than Messi. He is streets ahead of them all. His contribution as a goal threat is unbelievable. His stats are incredible. Strikes at goal, attempts on goal, raids into the penalty box, headers. It is all there. Absolutely astounding. No tinc gens més que elogis per al noi. Ell és sens dubte el millor jugador del món. És millor que Kaká i millor que Messi. Està molt per davant de tots ells. La seva contribució com a amenaça de gol és increïble. Les seves estadístiques són increïbles. Els trets a porta, tirs lliures, incursions a l'àrea, les rematades de cap. Tot està aquí. Absolutament impressionant. | » |
| — Alex Ferguson. Mes de juliol de 2009. Manchester | |   |

#### 2009–2013: Fitxatge més car de la història i campionat de la Lliga
Va debutar el 21 de juliol davant el Shamrock Rovers irlandès durant la pretemporada, i va anotar els seus primers gols de blanc en la Copa de la Pau 2009 enfront del Liga de Quito de l'Equador i la Juventus FC d'Itàlia.

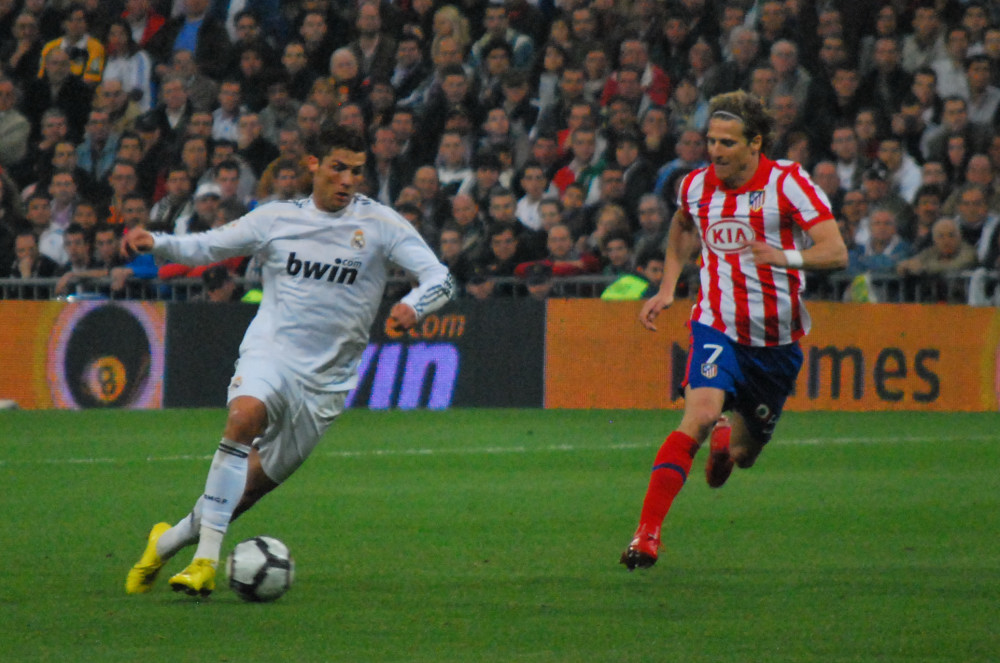
Ronaldo i Diego Forlán en un derbi madrileny en l'Estadi Santiago Bernabéu.

Els seus debuts oficials es van produir en un partit de Lliga davant del RC Deportivo de La Coruña on va marcar un gol en la victòria del seu equip per 3-2, i en un partit de Lliga de Campions enfront del FC Zürich on va anotar dos gols en una victòria per 2-5, que van demostrar l'alt rendiment en el qual es trobava el futbolista.
Els seus registres van seguir augmentant, i va anotar el seu primer triplet amb el Reial Madrid el 5 de maig del 2010 contra el RCD Mallorca. No obstant això, malgrat les seves grans actuacions en les quals va arribar a anotar 33 gols en 35 partits disputats, sent el màxim golejador de l'equip, el club no va poder guanyar cap títol. La millor mitjana golejadora de Ronaldo, a gairebé un gol per partit, no va ser suficient per superar els vuitens de final de la Lliga de Campions, ni els setzens de final de la Copa del Rei –en la qual no va poder debutar per lesió–, on el club va sofrir dues doloroses eliminacions en sengles competicions en les quals estava sumit en una crisi de resultats després d'encadenar diverses temporades de ràpides o crucials eliminacions.
Amb la sortida del capità Raúl González, Ronaldo va heretar el seu clàssic dorsal «7», amb el qual tindria un espectacular començament de temporada en el qual es va destapar com un dels millors golejadors mai vists. Entre les seves actuacions, van destacar la realitzada contra el Racing de Santander, on va anotar per primera vegada en la seva carrera quatre gols en un partit, o les esdevingudes en el mes d'octubre, on va anotar en 6 partits consecutius un total de 13 punts, la major quantitat en un mes natural per a ell, arribant als 50 gols en 53 partits, i va esdevenir el jugador del Reial Madrid CF que menys partits va necessitar per arribar a aquesta xifra.
Per a inicis de desembre, la seva progressió semblava no acabar i es va situar amb més de 20 gols en menys de 20 partits en tota competició, acabant l'any 2010 amb el millor registre de la seva carrera: 48 gols en total, que van anar 13 més dels quals va aconseguir en 2008 amb el Manchester United FC. El 3 de març, en el partit contra el Màlaga CF, el jugador va anotar el seu cinquè triplet de la temporada, destrossant els seus registres en el club anglès, on solament va ser capaç d'anotar un en sis anys.

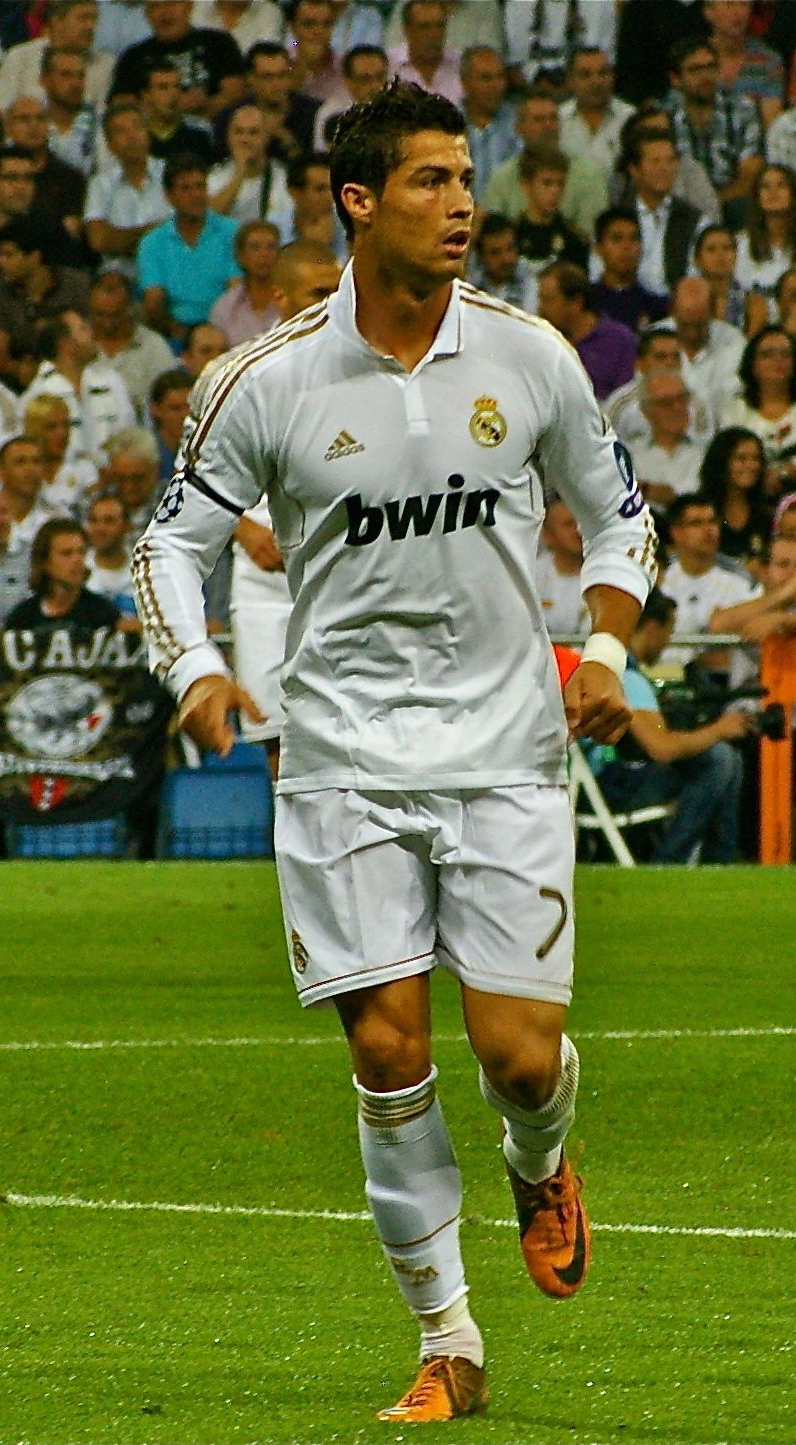
Ronaldo davant l'Ajax durant el seu partit de la fase de grups de la UEFA Champions League el 27 de setembre de 2011.

El 20 d'abril, el jugador portuguès va disputar el seu primer títol oficial amb el Reial Madrid C. F., la Copa del Rei 2010-11. En la final, disputada en l'Estadi de Mestalla davant el FC Barcelona, va vèncer el club madrileny gràcies a un gol del portuguès en el minut 102 de la pròrroga i que significava el 18è. entorxat de Copa per al club. Est va ser el seu gol número 43 de la temporada, que trencava la seva millor marca anotadora de 42 gols amb el Manchester United F. C. en la temporada 2007-08.
Els seus registres van augmentar amb un espectacular final de Lliga, on va anotar a domicili enfront del Sevilla FC un altre pòquer de gols, un nou triplet enfront del Getafe CF, i quatre més en total en altres dos partits que deixarien la seva marca personal en 40 gols, superant el rècord històric de Hugo Sánchez i Telmo Zarra de 38 en una temporada de Lliga. Va acabar la temporada amb 53 gols en 54 partits en tota competició, rècord que va compartir al costat de l'argentí Lionel Messi.
En la següent temporada va aconseguir, després de 115 partits oficials i amistosos, els 100 gols amb la samarreta del Reial Madrid en amb prou feines dues temporades, en el partit de Lliga contra el Reial Saragossa, on va anotar un altre triplet. El seu centenari de partits oficials amb l'equip blanc els va complir el 15 d'octubre del mateix any contra el Reial Betis Futbol, mentre que el 2 de novembre –amb un doblet davant l'Olympique de Lió en Lliga de Campions– va aconseguir els 100 gols oficials, després de 105 partits, amb una demolidora mitjana de 0,95 gols per trobada, després de la qual cosa va manifestar:
| «                                                | No esperava aconseguir-ho tan aviat. Aprofito per agrair-li-ho als meus companys i a l'entrenador, que em dona l'oportunitat de jugar i de créixer com a jugador i persona, encara que el més important era guanyar per a l'afició. Juguem bé amb un equip molt bo i estem molt contents. | » |
| — Cristiano Ronaldo. 1 de novembre de 2011. Lió. | |   |

L'endemà passat va rebre la seva segona Bota d'Or com a màxim golejador de les Lligues europees de la passada temporada, i després d'oferir el nou guardó als afeccionats del Estadi Santiago Bernabéu tres dies més tard, va marcar un nou triplet enfront del Club Atlètic Osasuna. Va acabar el 2011 amb 20 gols en Lliga, 15 d'aquests repartits en 5 triplets. Els seus gols no es van detenir, i va començar l'any 2012 marcant un gol en l'anada dels quarts de final de Copa del Rei davant el FC Barcelona, i va repetir en el partit de tornada, donant inici així a una històrica ratxa golejadora enfront dels «culés», que va seguir el 21 d'abril en Lliga, quan el seu gol en el Camp Nou va sentenciar pràcticament la Lliga a favor dels blancs després de la victòria per 1-2. Tres dies després va marcar un doblet en la volta de semifinals de la Lliga de Campions davant el FC Bayern München, no obstant això a causa del resultat del partit d'anada la passada a la final es va decidir mitjançant els penals, on es va imposar el quadre alemany privant-li de la seva tercera final de la màxima competició europea de clubs. No obstant això, els seus gols sí van servir perquè el club alcés el títol de Lliga el dia 2 de maig després de vèncer per 0-3 a l'Athletic Club en el estadi de San Mamés.

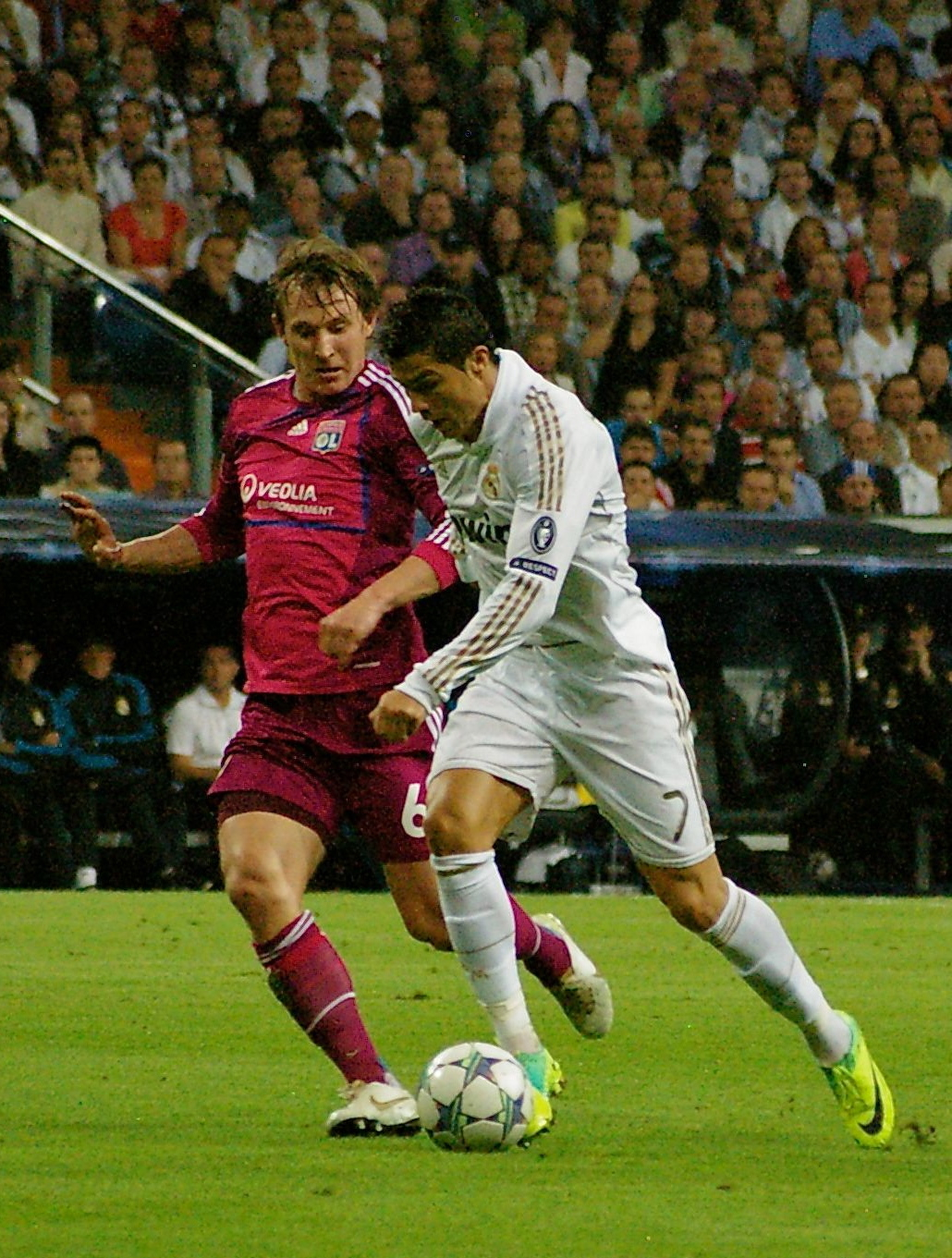
Cristiano –davant l'Lió– el dia en què marqués el seu gol oficial número 100 amb el Madrid.

Va finalitzar la temporada amb un total de 60 gols en totes les competicions oficials, sent 46 d'aquests en el campionat domèstic, convertint-se així en el primer futbolista de la història a anotar 40 gols o més en dues temporades consecutives de Lliga, a més de marcar-li a tots els equips als quals es va enfrontar en Lliga aquella temporada, sent el primer jugador en la història de la competició que ho va aconseguir.
Va començar la temporada 2012-13 anotant en l'anada de la Supercopa d'Espanya davant el Futbol Club Barcelona en el Camp Nou, convertint-se en l'únic madridista de la història que aconseguia marcar en quatre visites consecutives al camp barcelonista. En el partit de tornada en el qual va conquistar el títol de la Supercopa, el lusità va tornar a fer un gol, igualant així el rècord del xilè Iván Zamorano, únic futbolista fins al moment capaç d'anotar en cinc «Clàssics» consecutius, i que va superar el 7 d'octubre quan en Lliga li va marcar un doblet als catalans per superar ara sí el registre del sud-americà i anotar per sisè clàssic seguit, alguna cosa que ningú mai havia fet abans.

#### 2013–2015: Victòries consecutives de la Pilota d'Or de la FIFA iLa Décima
Per a començaments de 2013, Ronaldo superava ja en registres golejadors a altres llegendes del club com «Juanito», «Pahiño», Amancio Amaro, Emilio Butragueño o «Pirri» situant-se com a setè màxim golejador en la història del club en amb prou feines tres temporades i mitja amb 182 gols en 179 partits oficials disputats fins al 9 de febrer de 2013; mentre que va superar els 300 gols oficials en la seva carrera com a jugador de club, arribant a 302 anotacions. Els antics integrants del Reial Madrid C. F. es van desfer en elogis cap al futbolista en un reportatge conjunt per part del club:
| «                                                                                         | Al ritme que porta batrà tots els rècords. Cristiano és sorprenent. Estem orgullosíssims que jugui en el Reial Madrid. La seva ambició és potser una de les seves grans virtuts. Un jugador fantàstic. Per a mi el més complet del món. És una delícia veure-li jugar. És un jugador irrepetible que marcarà una època amb els seus gols. | » |
| — Amancio Amaro, Emilio Butragueño, «Pirri» i «Paco» Gento. 11 de febrer de 2013. Madrid. | |   |

El 13 de febrer de 2013 es va enfrontar per primera vegada des que va fitxar per l'equip madrileny al seu exequip: el Manchester United FC, en una trobada corresponent a l'anada de vuitens de la Lliga de Campions. En l'eliminatòria, Ronaldo va marcar dos punts que van valer la classificació per a la següent ronda. El primer –en un salt extraordinari– va suposar el tant de l'empat final a un gol, mentre que el segon, en el partit de tornada en el qual va tornar a un Old Trafford rendit pel retorn del crack portuguès, va significar el triomf per 1-2 que va sentenciar l'eliminatòria, gol que no va celebrar per respecte al seu antic club. Amb aquest gol –número 47 en el seu registre particular en la competició– es va convertir en el portuguès amb més gols en la Copa d'Europa, superant al mític Eusébio.
Abans, el 26 de febrer en les semifinals de la Copa del Rei, va marcar un doblet que significava anotar per sisè «Clàssic» consecutiu en el Camp Nou, marca històrica mai igualada, sent el gran protagonista en la classificació del seu equip per a la seva segona final del torneig des que el jugador està a Espanya.
En els quarts de final de Lliga de Campions, l'equip madrileny va quedar alineat amb el Galatasaray Spor Kulübü de Turquia. En l'eliminatòria, el portuguès va anotar tres gols vitals per a la classificació –per tercera vegada consecutiva– del quadre blanc a les semifinals del torneig. En l'anada –disputada en el Bernabéu– el Madrid es va imposar per 3-0, marcant Ronaldo un dels tres punts del seu equip. En la volta en Istanbul va marcar el primer gol del partit, encara que després d'això els blancs van assaborir la tragèdia en encaixar tres gols. No obstant això el portuguès va resoldre tot amb un nou tant en els últims minuts de la trobada.
En el triomf contra el Màlaga CF efectuat el 8 de maig de 2013, Ronaldo va anotar un gol que va significar el número 200 en els seus amb prou feines quatre anys amb l'equip, sent el jugador madridista que menys partits va necessitar a aconseguir aquesta xifra, amb un total de 197.

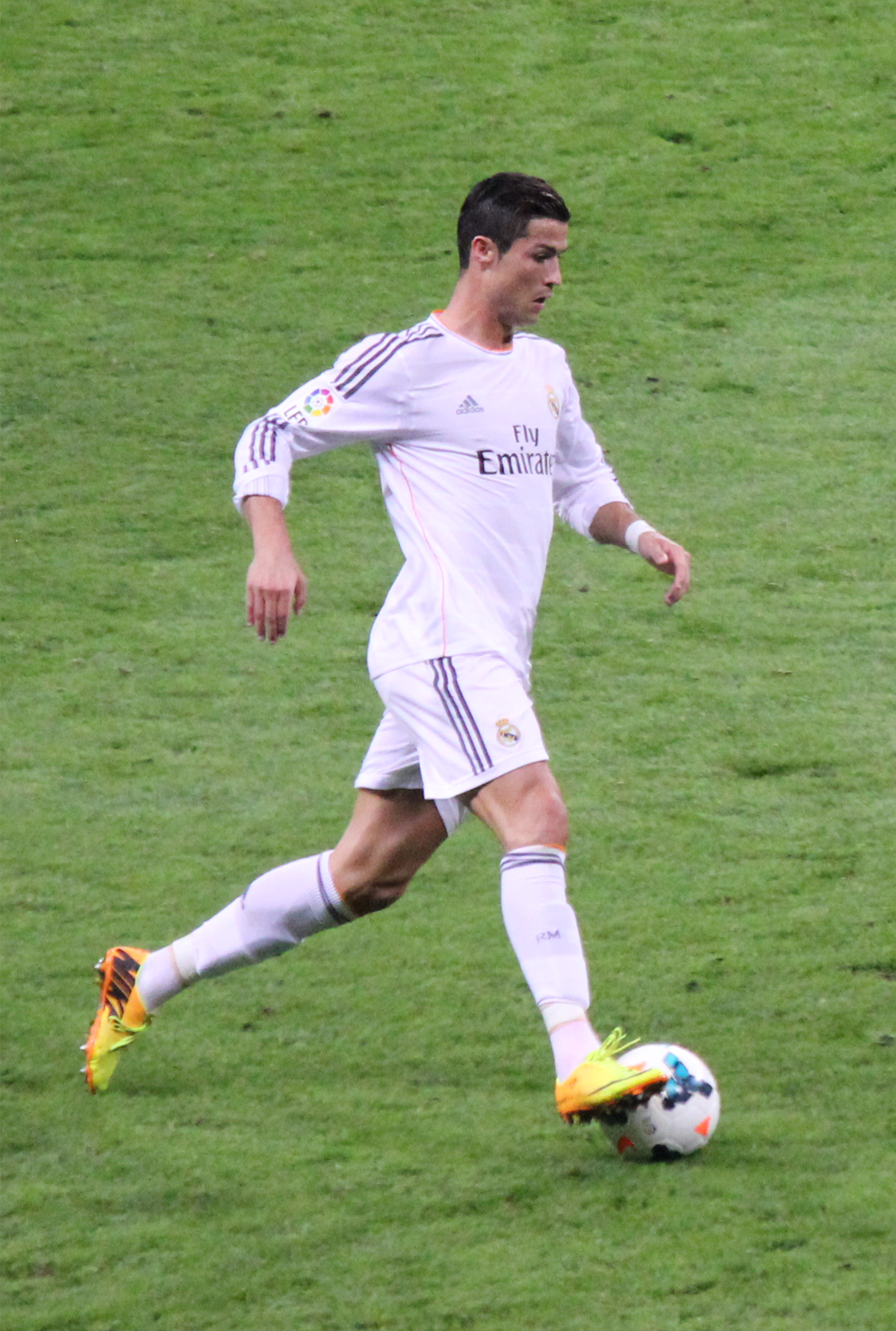
Ronaldo contra l'Atlètic de Madrid el 28 de setembre de 2013.

El 15 de setembre de 2013, es va anunciar la seva renovació amb el club, ampliant-se el contracte fins al final de la temporada 2017-18. L'11 de desembre d'aquest mateix any, es va convertir en el màxim golejador històric en una fase de grups de la Champions League en aconseguir 9 punts.
En el seu partit nombre 100 en les competicions europees contra el Copenhaguen el 2 d'octubre de 2013, Ronaldo va marcar dos gols que el Reial Madrid va arribar a una victòria a casa per 4-0. El 5 d'octubre de 2013, Ronaldo va anotar un gol de la victòria tardana contra el Llevant, que així en el primer jugador en les cinc grans lligues europees d'anotar 50 gols en 2013 fet. El 23 d'octubre de 2013, Ronaldo va marcar dos gols en una victòria per 2-1 contra la Juventus a ser tercer de tots els temps màxim golejador de la Lliga de Campions amb el 57 gols. El 30 d'octubre de 2013, Ronaldo va anotar el seu 18 Lliga BBVA triplet en una victòria a casa per 7-3 davant el Sevilla.
Després de la seva forma forta en la campanya 2013-14 en la qual ell havia anotat 32 gols en 22 partits jugats per al club i el país a mitjan novembre de 2013, incloent cinc triplets, Ronaldo va suggerir que ell podria estar en la "millor forma de la seva vida ". Després d'una lesió, Ronaldo va tornar a l'equip en una victòria per 0-2 davant el Copenhaguen en la Lliga de Campions el 10 de desembre de 2013, i va arribar a trencar el rècord de més gols anotats en la fase de grups de la Lliga de Campions amb 9 gols.
El seu últim partit de l'any calendari va veure anotar un encapçalat en un 3-2 victòria fora contra València, finalitzant l'any amb una xifra de 69 gols en 59 aparicions, la seva més alt conteo a final d'un any. Amb l'objectiu, es va convertir a la cambra màxima golejadora del club en la Lliga amb 164 gols en Lliga, igualant la xifra obtinguda per Hugo Sánchez. També es converteixi en el segon màxim golejador en partits jugats fora de casa, amb 72 gols, 15 darrere del rècord de Raúl amb 87. A més, el jugador va ser designat com el Màxim golejador del món de 2013 per la Federació Internacional d'Història i Estadística de Futbol (IFFHS).
En el primer partit del Reial Madrid després de la pausa d'hivern 2013-14, Ronaldo marcar un doblet en una victòria per 3-0 a casa contra el Celta de Vigo, entre ells la seva meta de la carrera número 400 en 653 partits amb el seu club i el seu país. Ell va dedicar els seus dos gols a Eusébio, que havien mort dos dies abans.
El 13 de gener de 2014, Ronaldo va guanyar el 2013 FIFA Pilota d'Or, superant a Lionel Messi, que havia guanyat el premi dels quatre anys anteriors, i Franck Ribéry. Est va ser el seu segon Pilota d'Or en general i la seva primera des que va guanyar el premi en 2008, amb el qual es va convertir en el dècim múltiple guanyador de premi individual més alt del futbol. Plorant, va relatar després de rebre el guardó que "no hi ha paraules per descriure aquest moment" i "és difícil guanyar aquest premi". L'assoliment van alimentar els mitjans de comunicació per reconèixer Ronaldo com un dels millors jugadors en la història del futbol, amb Brasil, el gran Pelé afirmant que Ronaldo ha de seguir mantenint els seus alts estàndards excepcionals.
El 18 de gener de 2014, Ronaldo va anotar un gol de llarg abast de 26 metres que es troba en la cantonada superior dreta en un 5-0 lluny triomf davant el Reial Betis, corre a una velocitat de 132 km / h.
L'11 de febrer de 2014, en les semifinals de la Copa espanyola partit de tornada, Ronaldo va marcar dos gols en un 2-0 victòria fora contra l'Atlètic de Madrid a superar Luis Aragonés com el màxim golejador de la història dels jocs 'Copa' entre el Real i l'Atlètic, amb 5 gols. La seva pena de set minuts significava Ronaldo havia anotat en cada minut d'un partit de futbol de 90 minuts. [ 214 ] Amb una doblet contra el Schalke 04 en una victòria per 6-1 el 26 de febrer de 2014, Ronaldo va convertir en el primer jugador a anotar 10 o més gols en 3 campanyes de la Lliga de Campions consecutives. El 15 de març de 2014, després que va anotar l'únic gol del partit contra el Màlaga, Ronaldo va convertir en el primer jugador a anotar 25 gols en cinc temporades consecutives. [ 216 ] El 18 de març de 2014, Ronaldo va anotar dos gols davant el Schalke 04 en el partit de tornada de la Lliga de Campions 2013-14 que li van permetre aconseguir els 13 gols en aquesta competència, i així superar el seu anterior rècord personal de 12 gols en una temporada de la Lliga de Campions.
El 2 d'abril de 2014, Cristiano Ronaldo va anotar 1 gol en la victòria del Reial Madrid per 3 gols a 0 davant el Borussia Dortmund en el partit d'anada de la Lliga de Campions 2013-14, gol que li va servir per igualar amb 14 gols el rècord de més gols en una temporada de Lliga de Campions que ostentava José Altafini i Lionel Messi. Però el 29 de d'abril de 2014, Cristiano Ronaldo va marcar un doblet en la històrica victòria del Reial Madrid per 4 gols a 0 al Bayern Múnic (fins aquí el Reial Madrid mai li havia guanyat de visita per Lliga de Campions al Bayer Múnic) en el partit de tornada de la Lliga de Campions 2013-14, gols que li van servir per superar els 14 gols i així establir un nou rècord històric amb 16 gols i de pas convertint-se en el màxim golejador en una mateixa edició de Lliga de Campions. Però el lusità va marcar un gol en la final de la Lliga de Campions 2013-14 a l'el Atlètic de Madrid després de convertir un penal en gol en el minut 120 de la pròrroga, per així posar el 4 a 1 definitiu pel Reial Madrid i proclamant-se campió de la Lliga de Campions 2013-14 amb el Reial Madrid, i de pas establir un nou rècord històric de gols en una mateixa edició d'aquesta competència amb 17 punts.
El 6 de gener de 2014, va marcar dos gols al Cèltic de Vigo, amb aquests dos punts va aconseguir els 400 gols durant la seva carrera professional.
El 16 d'abril del 2014 Ronaldo es va proclamar campió de la Copa del Rei amb el Reial Madrid, després de derrotar en la final al FC Barcelona per 2 gols a 1. cal assenyalar que Ronaldo no va disputar la final per lesió, però les seves 3 gols en 6 partits disputats en aquesta competència van ser una gran aportació, especialment aquell doblet que li va marcar a l'Atlètic de Madrid en la semifinal de la Copa.
El 18 de maig de 2014 en finalitzar la Lliga 2013-14, Ronaldo es converteix en pitxitxi de la lliga espanyola per segona vegada, en convertir 31 gols en 30 partits disputats. A més gacias als seus 31 gols Ronaldo guanya la seva segona Bota d'Or com a madridista i la tercera en la seva carrera com a futbolista professional.

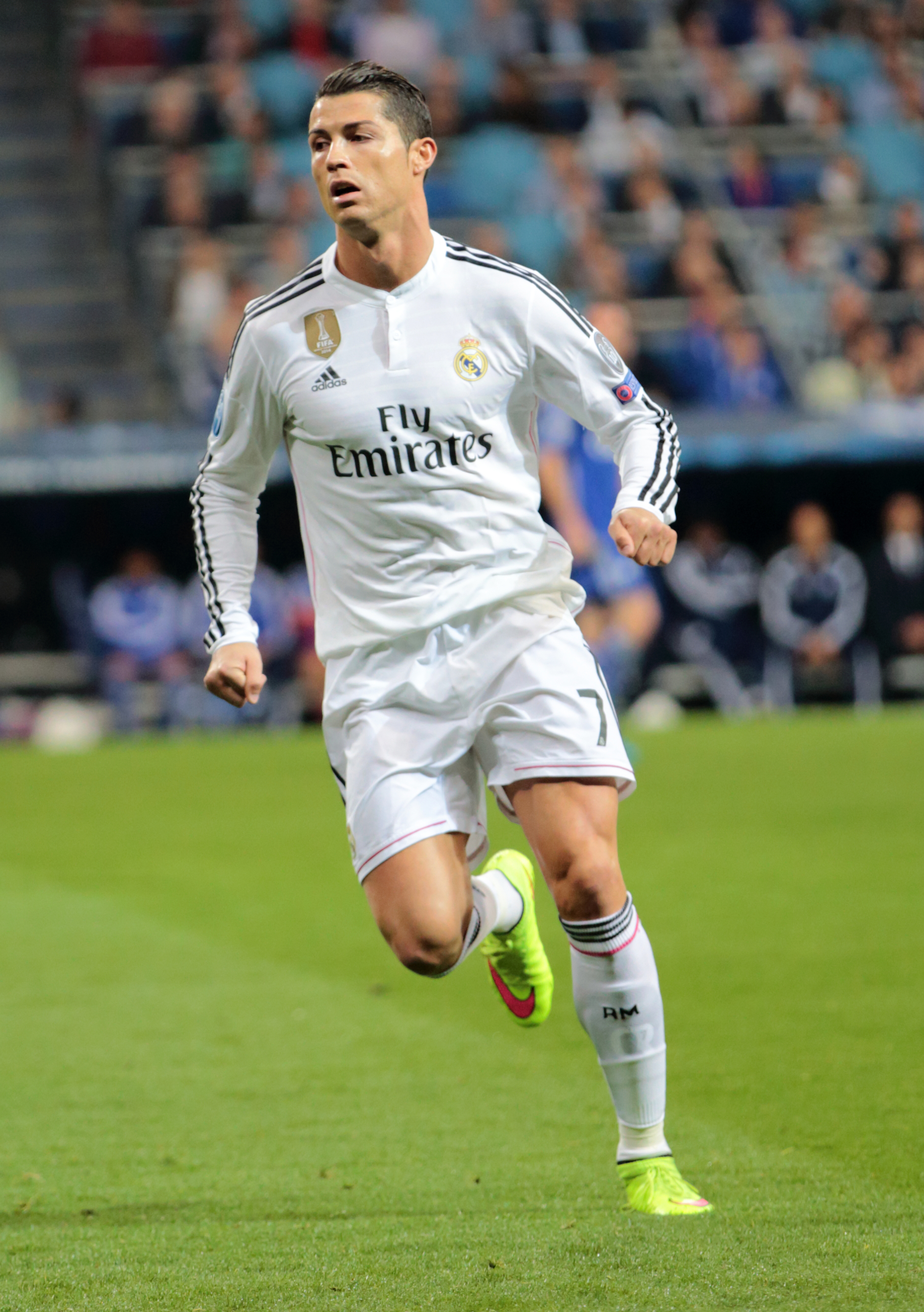
Durant la temporada 2014-15, Ronaldo va anotar la millor marca personal de 61 gols en totes les competicions.

El 24 de maig de 2014, Ronaldo s'alça amb la desena Copa d'Europa del Reial Madrid en proclamar-se campió de la Lliga de Campions 2013-14, això després de derrotar per 4-1 a l'Atlètic de Madrid en una final de 120 minuts (havien empatat a un en el temps reglamentari). I com de costum el lusità no va faltar a la cita de gol i va convertir la cambra i definitiu gol pel Reial Madrid. A més Ronaldo amb el seu gol anotat en la final, va superar el seu propi rècord de 16 gols que havia aconseguit en la semifinal de la Lliga de Campions 2013-14 enfront del Bayern Múnic, situant definitivament el seu nou rècord en 17 gols i, convertint-se així, en el màxim golejador històric en una mateixa edició de Lliga de Campions.
Així, Ronaldo posa fi a la seva cinquena i reeixida temporada com a madridista, sumant 2 nous títols al seu palmarès, la Copa del Rei i la Lliga de Campions 2013-14, a més de ser pitxitxi de la lliga, màxim golejador de la Lliga de Campions i Bota d'Or. Ronaldo finalitza aquesta temporada, comptabilitzant totes les competicions, amb un total de 51 gols en 47 partits.
En el mes d'agost, el jugador va conquistar la Supercopa d'Europa sent l'autor dels dos gols de la victòria madridista enfront del Sevilla Futbol Club. Aquests, units als seus èxits de 2014 van permetre que el jugador anés nomenat com Millor jugador d'Europa de la UEFA el 29 del citat mes en la gala de presentació de la nova temporada europea celebrada en Mònaco.
Comença la lliga amb un gran registre golejador, marcant almenys un gol en els set partits disputats. Al final de la 8a. jornada –no va disputar la segona per una lesió– hi havia marcat 15 gols batent el rècord d'Esteban Echevarría de feia 71 anys, quan el jugador del Reial Oviedo va anotar 14 gols en vuit jornades.

#### 2015–2017: Màxim golejador de tots els temps del Reial Madrid
El dia 22 d'octubre, en el partit corresponent a la tercera jornada de la Lliga de Campions 2014-15, va igualar a Raúl González com a màxim golejador històric de la competició amb 71 gols i després d'haver-hi disputat 110 partits. El 6 de desembre del 2014, va marcar un triplet davant la victòria per 3-0 com a local al Cèltic de Vigo, i es va convertir en el jugador amb més triplets en la història de la Lliga BBVA amb 23 triplets, superant Telmo Zarra i Alfredo Di Stefano, i arribà als 200 gols amb el Reial Madrid en Lliga BBVA.
El 12 de gener del 2015, va guanyar el FIFA Pilota d'Or 2014 superant a Lionel Messi i Manuel Neuer amb un 37,66 %, el tercer en general i el segon amb el Reial Madrid. L'endemà passat la Federació Portuguesa de Futbol va lliurar a Cristiano Ronaldo la "Quina d'Ouro" que ho acredita com a millor futbolista portuguès de la història per sobre d'Eusébio i Luis Figo.
El 22 de febrer del 2015, va aconseguir els 290 gols de Carlos Alonso Santillana amb el gol que li va fer a l'Elx CF en la victòria de 2-0 a domicili. Una setmana després, va marcar el seu gol 30 en la Lliga BBVA 2014/15 davant el Vila-real CF, amb aquest gol es va convertir en el primer jugador en la història de la Lliga BBVA a marcar 30 o més gols en 5 temporades consecutives.

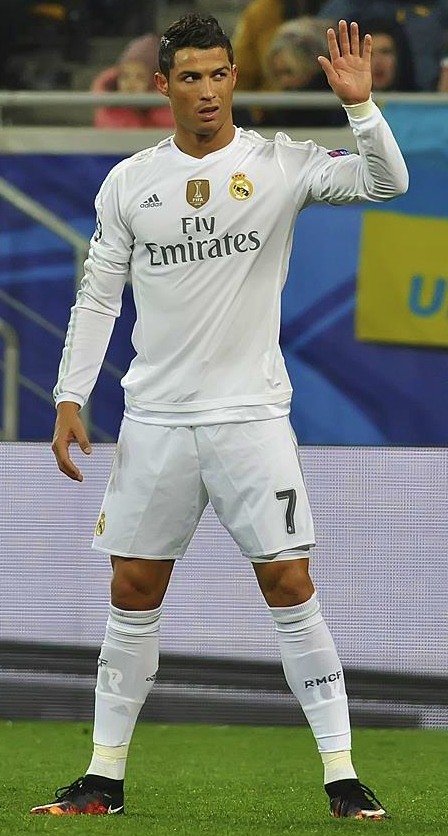
Ronaldo juga davant el FK Shakhtar Donetsk en la Lliga de Campions el 25 de novembre de 2015.

El 5 d'abril del 2015, va anotar el seu primer repóker davant el Granada i supera a Pahiño com a vuitè màxim golejador en la història de la Lliga, amb 213 gols en la victòria de 9-1 com a local. Tres dies després va anotar el seu gol 300 amb el Reial Madrid davant el Rayo Vallecano en la victòria de 2-0 en el Estadi de Vallecas. Tres dies més tard va anotar un gol de tir lliure al Eibar igualant Roberto Carlos amb 16 gols de tir lliure,amb aquest gol es converteix en el jugador amb més gols de tir lliure en la història de la Lliga BBVA.
Una setmana més tard, es va convertir en el primer jugador en la història del futbol espanyol a anotar 50 o més gols en una temporada en cinc temporades consecutives,quan va anotar el tercer gol en una victòria per 3-1 davant el Màlaga.
El 2 de maig del 2015, va anotar un triplet davant el Sevilla FC en la victòria de 3-2 a domicili, amb el triplet es va convertir de nou en el jugador amb més triplets en la història de la La Lliga amb 25 triplets superant a Lionel Messi, i es va convertir en el jugador amb més triplets en la història del Reial Madrid amb 29 triplets superant a Alfredo Di Stefano i es va convertir en el segon màxim golejador madridista en La Lliga. El 17 de maig del 2015, va anotar novament un triplet en la victòria 4-1 enfront de l'Espanyol a domicili. Aquest triplet, li va servir per augmentar el seu propi rècord en la Lliga a 26 triplets i el seu propi rècord en el club a 30 triplets –tots dos rècords històrics–.
El 23 de maig del 2015, en l'última jornada de la Lliga, va anotar un nou triplet davant el Getafe en una victòria per 7-3.
Al final de la temporada, Cristiano Ronaldo va fer 61 gols en 54 partits, va ser la temporada més golejadora (61 gols), més assistidora (22 assistències) i amb millor mitjana golejadora (1.13) para CR7, que també va ser per quarta vegada Bota d'Or i es va convertir en el primer jugador en tota la història a aconseguir-ho, per tercera vegada va ser Pitxitxi de la Lliga amb 48 gols en 35 partits, augmentant el seu registre en la Lliga a 27 triplets -rècord històric en la competició- i la seva pròpia marca a 31.
El 12 de setembre de 2015, en la tercera jornada de la Lliga, va anotar cinc gols davant el RCD Español, anotant els seus primers gols de la temporada en Lliga, ja que no havia anotat en els dos partits anteriors. Va superar a Raúl González com a màxim golejador en Lliga i en la història de l'equip.
El 2 d'octubre de 2015, va ser homenatjat pel club en convertir-se en el màxim golejador de la seva història amb 323 gols, igualant en amb prou feines set temporades el registre de Raúl González establert en els seus 16 temporades en el primer equip. El dia 13 del mateix mes, va rebre la seva quarta Bota d'Or i es va convertir en el jugador que més vegades la va aconseguir de la història, aconseguint les tres últimes amb el conjunt madrileny.
El 17 d'octubre, va aconseguir enfront de l'Aixequi Unió Esportiva el gol 324, convertint-se en el màxim golejador en solitari de la història de l'entitat.
En l'eliminatòria contra el VfL Wolfsburgo aconsegueix un triplet en el partit de tornada arribant així als 15 gols en quarts de final de la Champions League, superant el registre d'Alfredo Di Stefano, que estava en 14.
El 28 de maig, aixeca l'onzena Copa d'Europa del Reial Madrid, després de vecer en els llançaments de penal al Atlètic de Madrid en la final de la Lliga de Campions 2015-16. Ronaldo va anotar la pena màxima definitiva de la tanda.

### Juventus de Turí
El 10 de juliol de 2018, es va anunciar la seva transferència definitiva a la Juventus de Torí per una contraprestació de 100 milions d'euros (més 12 per despeses auxiliars), cosa que el va convertir en la transferència més cara de la història de la Sèrie A. Va debutar a la lliga el 18 d'agost següent en el partit guanyat contra Chievo (2-3) i va fer els seus primers gols la quarta jornada contra el Sassuolo, marcant els dos gols de la Juventus (2-1). El 19 de setembre de 2018 va debutar a la Champions amb la Juventus contra el València CF a Mestalla (0-2): el seu partit va durar només mitja hora, ja que l'àrbitre li va enviar la primera expulsió en 158 aparicions a la Champions. El 7 de novembre va marcar el seu primer gol per als bianconers a la màxima competició europea contra el Manchester Utd, que va guanyar una remuntada per 2-1: aquest gol serà elegit el millor de l'edició. El 27 de novembre, en el partit a casa contra el València, per 1-0, es va convertir en el primer jugador que va assolir els 100 partits guanyats a la Lliga de Campions.

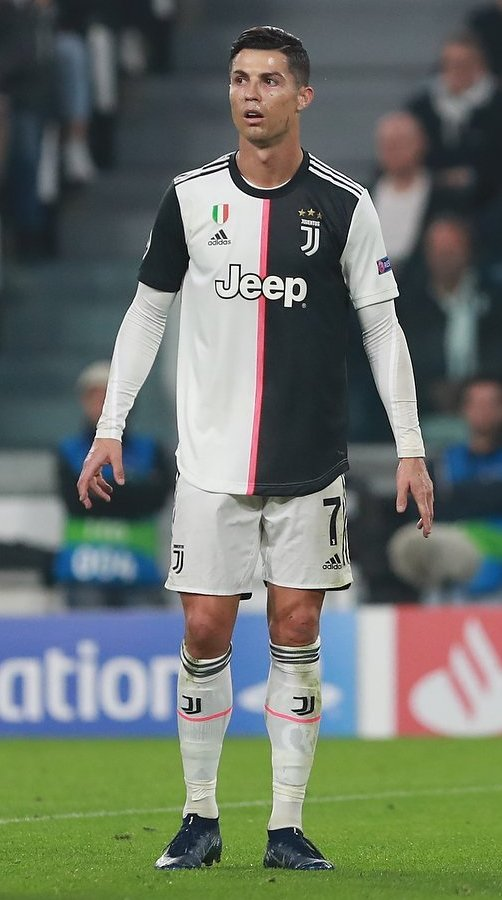
Ronaldo amb la samarreta del Juventus FC el 2019.

El 16 de gener de 2019, el seu objectiu a Gidda va ser decisiu per a la victòria de la Supercopa italiana contra l'AC Milan, el primer trofeu guanyat per Ronaldo amb la samarreta en blanc i negre. El 12 de març de 2019 signa el seu primer hat-trick bianconera, que també és vàlid per a la classificació dels jugadors de Torí a quarts de final de la Champions, en detriment de l'Atlètic de Madrid; A continuació, la Juventus serà eliminada pels quarts per l'Ajax. El 20 d'abril de 2019, gràcies a la victòria per 2-1 a casa contra la Fiorentina, va guanyar el seu primer campionat italià cinc dies abans. El 27 d'abril, durant el partit contra l'Inter, vàlid per a la 34a jornada del campionat, va marcar el 600è gol de la seva carrera amb equips de clubs. Tanca la seva primera temporada a Itàlia amb 28 gols i 10 assistències en totes les competicions.
L'1 d'octubre de 2019, durant el partit contra el Bayer Leverkusen, va marcar per 14a temporada consecutiva a la Lliga de Campions, igualant el rècord de Raúl i Lionel Messi; també supera a Iker Casillas per victòries en competició europea i iguala a Raúl en gols contra diferents rivals (33). El 6 de novembre següent en la victòria contra el Lokomotiv Moscou iguala a Paolo Maldini en segona posició pel que fa al nombre d'aparicions a la Lliga de Campions (167).
Després d'un inici difícil a partir de desembre comença a marcar en diverses ocasions, tant que el 6 de gener de 2020 marca per primera vegada un hat-trick a la Sèrie A, en l'ocasió. del partit 4-0 a casa al Càller, convertint-se en el segon jugador després d'Alexis Sánchez a marcar un hat-trick a la Sèrie A, la Premier League i la primera divisió. El 22 de gener va marcar el seu primer gol a la Copa d'Itàlia, la seva tercera aparició a la general de la competició, obrint el marcador en una victòria per 3-1 contra la Roma en el partit vàlid per als quarts de final. El 22 de febrer de 2020 va obrir el marcador en el partit del campionat guanyat 2-1 a SPAL, marcant així 11 partits consecutius (intercalats amb una sessió de descans): es va convertir així en el tercer jugador, després de Gabriel Batistuta i Fabio Quagliarella, en arribar a aquest punt. gol en un únic campionat de la Sèrie A.

### Retorn al Manchester United

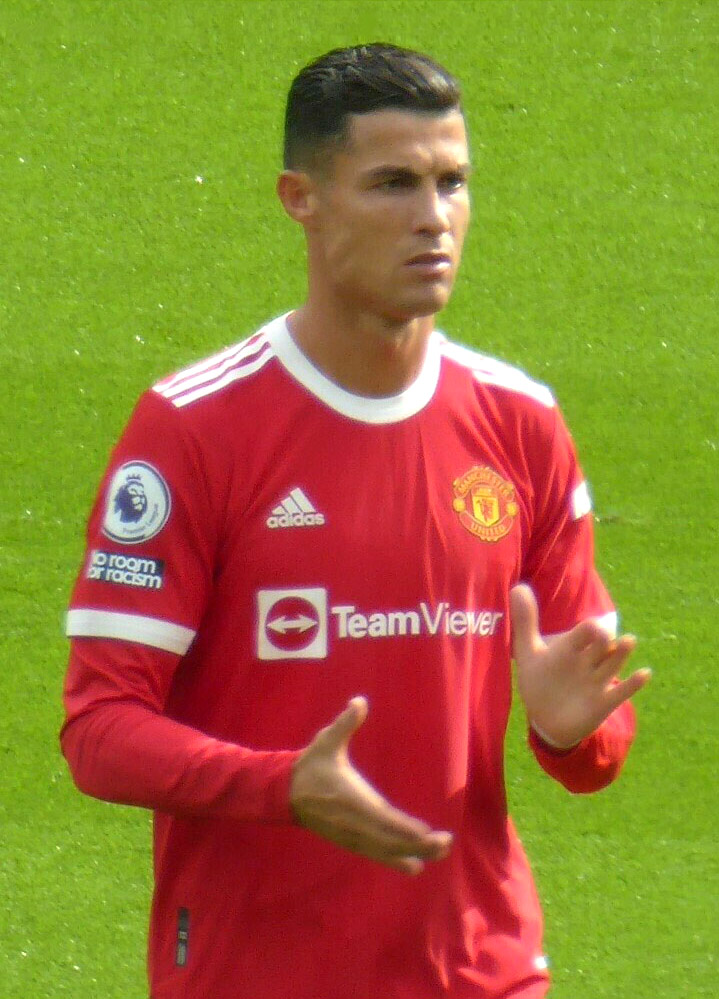
Ronaldo en un partit de lliga contra el Newcastle el setembre de 2021

El 27 d'agost del 2021, el Manchester United FC va anunciar que havia arribat a un acord amb la Juventus per tornar a fitxar Ronaldo, previ acord de les condicions personals, el visat i el reconeixement mèdic. Es va informar que el traspàs costaria inicialment 12,85 milions de lliures, amb un contracte de dos anys més un any opcional, i es va confirmar el 31 d'agost. Ronaldo va rebre el número 7 després que Edinson Cavani acceptés canviar al 21. Es va informar que les primeres 24 hores de venda de la samarreta de Ronaldo havien batut el rècord de tots els temps després d'un traspàs, superant Messi després del seu pas pel París Saint-Germain.
L'11 de setembre, Ronaldo va debutar per segona vegada a Old Trafford, marcant els dos primers gols de la victòria de Lliga per 4-1 contra el Newcastle United. El 29 de setembre, va marcar el gol de la victòria a l'últim minut del United per 2-1 a casa contra el Vila-real CF a la Lliga de Campions, i va superar Iker Casillas com a jugador amb més partits a la competició. El 2 de desembre, Ronaldo va marcar dos gols en la victòria de lliga per 3-2 a casa contra l'Arsenal FC, amb la qual cosa va superar els 800 gols a la seva carrera al més alt nivell.

### Al Nassr
El 30 de desembre de 2022, el club saudita Al Nassr va arribar a un acord perquè Ronaldo s'unís al club a partir de l'1 de gener de 2023, signant un contracte fins a 2025. Segons va informar Fabrizio Romano de The Guardian, Ronaldo va rebre el salari futbolístic més alt de la història, per valor de 200 milions d'euros a l'any; això incloïa un salari futbolístic anual garantit de 90 milions d'euros, amb acords comercials i de patrocini inclosos que elevaven el salari anual total a 200 milions d'euros. També hauria rebut una prima de fitxatge d'uns 100 milions d'euros. Segons Romano, Ronaldo va rebutjar fitxar per l'Sporting Kansas City de la Major League Soccer per fitxar per l'Al Nassr.

## Internacional

### 2001-2007: Nivells juvenils i començaments de la carrera internacional
Després de debutar l'any 2001 amb la selecció portuguesa sub-17, amb la qual va disputar dos partits del Campionat Europeu Sub-17 de la UEFA 2002, va ser ascendint per les diferents categories fins que, l'any 2003, Cristiano va ser convocat per primera vegada amb la selecció portuguesa sub-21, conjunt amb el qual va aconseguir classificar-se per l'Euro 2002-04 d'Alemanya després de derrotar a França en el partit definitiu de play-off. Malgrat ser un dels referents de l'equip en la fase de classificació, finalment no va disputar el campionat per disputar en el seu lloc el Torneig Esperances de Toulon de 2003, on després d'un gran campionat va resultar campió després de vèncer en la final a la selecció italiana per 1-3, conquistant així el tercer títol per al seu país en la prestigiosa competició mundial.
El jugador despuntava com un dels jugadors amb major projecció en el panorama futbolístic, i va donar el salt a la selecció absoluta amb la qual va debutar el 20 d'agost, després de la volta del torneig de Toulon sent un fix en les convocatòries. Les seves actuacions li van valer perquè l'any 2004 formés part de la selecció de Portugal en l'Eurocopa 2004, el país de la qual va ser a més l'encarregat de celebrar. En el torneig va disputar sis partits, anotant el seu primer gol amb la selecció absoluta en el primer partit del torneig en la derrota lusitana per 1-2 enfront de Grècia, qui els va derrotar dies després en la final.
Després de l'Eurocopa, i sense amb prou feines descans, Ronaldo va ser convocat al setembre per la categoria predecessora, la sub-23, amb la qual va disputar els Jocs Olímpics d'Atenes 2004 en els quals va anotar un gol en dos partits que no van servir perquè la seva selecció es classifiqués per als quarts de final de la competició.

### Selecció absoluta

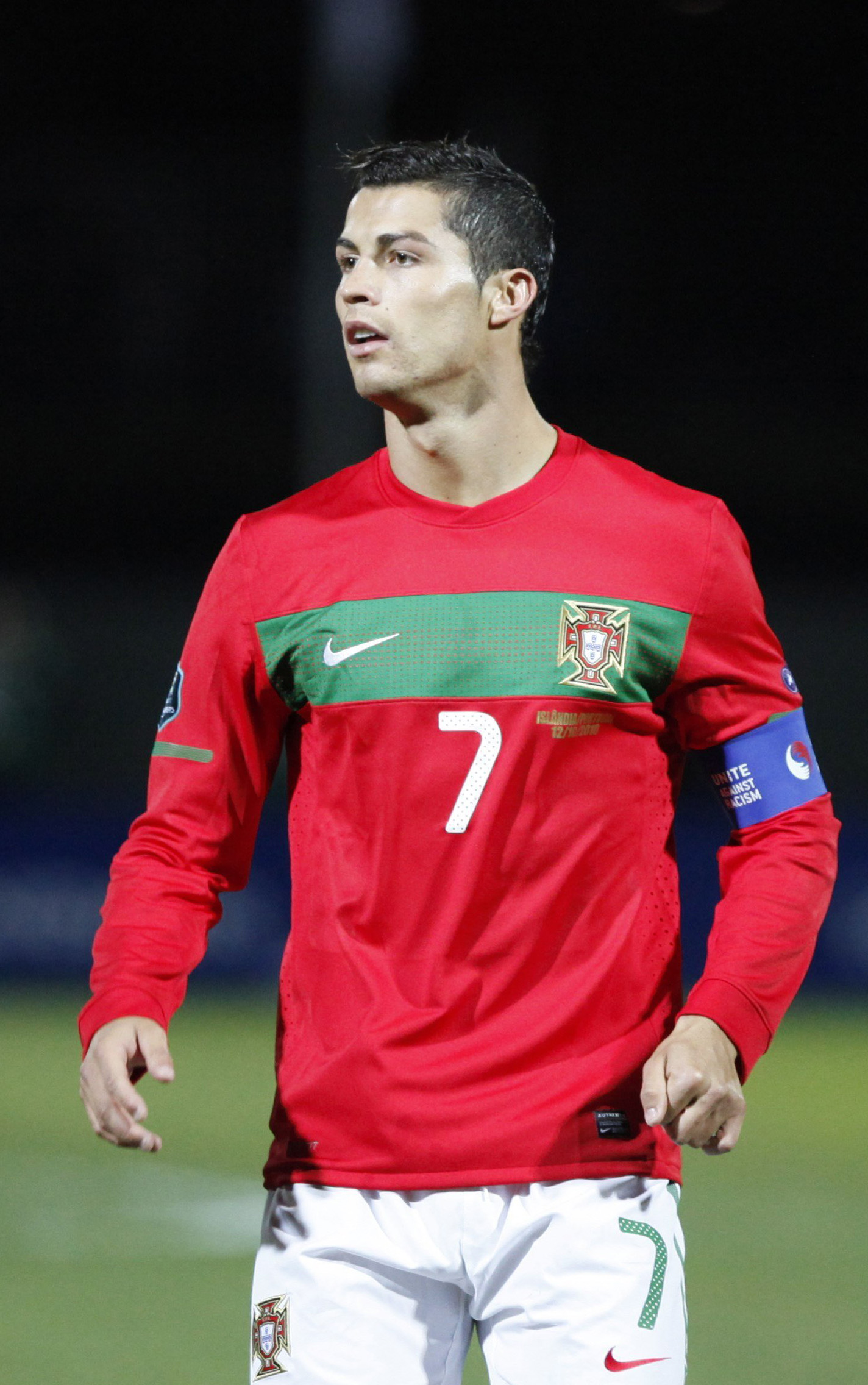
Cristiano Ronaldo en una aparició amb la selecció portuguesa el 2010.

Dos mesos després de guanyar el torneig sub-21 de Toló, va debutar amb la selecció absoluta en un amistós contra la selecció kazakh disputat el 20 d'agost en l'Estadi Municipal de Chaves.
El seu debut en una trobada oficial es va produir en l'Eurocopa 2004 celebrada al seu país, Portugal, en el partit celebrat el dia 12 de juny.
En ell, que coincidia amb el primer partit de la seva selecció en el torneig, Ronaldo va substituir al començament de la segona meitat a Simão Sabrosa i va anotar el gol portuguès després d'una rematada de cap en un servei de cantonada botat per Luís Figo. La trobada va concloure amb la derrota per 1-2 enfront de la selecció grega, amb qui després es va enfrontar en la final del torneig. Malgrat això, el jugador va poder demostrar el gran talent que posseïa ja als seus dinou anys.
L'ensopegada inaugural no va impedir que la seva selecció arribés fins a les semifinals del torneig després de deixar en el camí a la selecció russa, a la selecció espanyola i a la selecció anglesa, aquesta última des del torn de penals, on Ronaldo va anotar el seu llançament. En les semifinals, es va enfrontar a la selecció neerlandesa davant la qual va anotar el seu segon gol del campionat que va servir per vèncer per 2-1 i accedir així a la final del torneig, on curiosament es va enfrontar de nou a la selecció grega, repetint-se així el duel que va inaugurar la decimosegunda edició de la màxima competició de seleccions a Europa. En la final, els grecs es van imposar per 1-0, privant al jugador de sortir com a campió continental en la seva primera aparició en competició oficial amb la selecció.
Ronaldo va finalizar amb dos gols i dues assistències, un subcampionat i la inclusió en la plantilla ideal del torneig que incloïa els millors vint-i-tres jugadors del mateix segons el Grup d'Estudi Tècnic de la UEFA.
Cristiano va ser convocat pel seleccionador portuguès Luiz Felipe Scolari per jugar la Copa Mundial de 2006 celebrada en Alemanya, en la qual va anar la primera aparició en el màxim torneig mundial de seleccions. El jugador va ser un dels grans artífexs en la fase de classificació en anotar set gols que van ajudar el fet que Portugal finalitzés invicta i acudís així a la seva cambra Mundial, amb l'objectiu d'aconseguir repetir l'èxit de la passada Eurocopa.
Després del subcampionat en la citada gran cita futbolística de 2004, Portugal es va desfer de la selecció angolesa, la selecció iraniana, la selecció mexicana, la selecció neerlandesa i la selecció anglesa, arribant a les semifinals d'una competició en la qual el jugador sol va poder anotar un gol. En el partit decisiu enfront de la selecció francesa, un solitari gol de Zinédine Zidane va impedir que Ronaldo arribés a la seva segona final consecutiva amb la seva selecció. Finalment va acabar en el quart lloc de la competició després de perdre també el partit pel tercer lloc.

### 2007-2012: Assumint la capitania
Un dia després del seu aniversari número 22, Ronaldo va ser capità de Portugal per primera vegada en un amistós contra Brasil el 6 de febrer de 2007. Aquest moviment va ser en honor del president de la Federació Portuguesa de Futbol Carlos Silva, que havia mort dos dies abans. El seleccionador de Portugal, Luiz Felipe Scolari, va explicar: "El senyor Silva em va demanar que fes a [Ronaldo] capità com un gest ... [que] és massa jove per ser capità, però el senyor Silva m'ho va demanar a mi, ara que ja no està amb nosaltres ".
En l'Eurocopa 2008, celebrada a Àustria i Suïssa, Cristiano va ser un dels seleccionats per representar a Portugal en aquest torneig. Cristiano va ser l'autor del segon dels tres gols de Portugal en el seu segon partit contra República Txeca, en el qual Portugal va guanyar 1-3.
Finalment van ser eliminats en quarts de final per Alemanya no podent repetir l'èxit de l'edició anterior.
Per a la següent gran cita, el seleccionador portuguès Carlos Queiroz va convocar a Cristiano per jugar en la Copa Mundial de Futbol de 2010 celebrada en Sud-àfrica. Cristiano només va marcar un gol, i va anar davant Corea del Nord, en el qual Portugal va guanyar 7-0 després d'haver empatat a 0 davant Costa d'Ivori.
Tampoc van poder alçar-se amb els primers llocs, ja que van ser eliminats en vuitens de final per la selecció espanyola -fet i fet vencedora del torneig-.

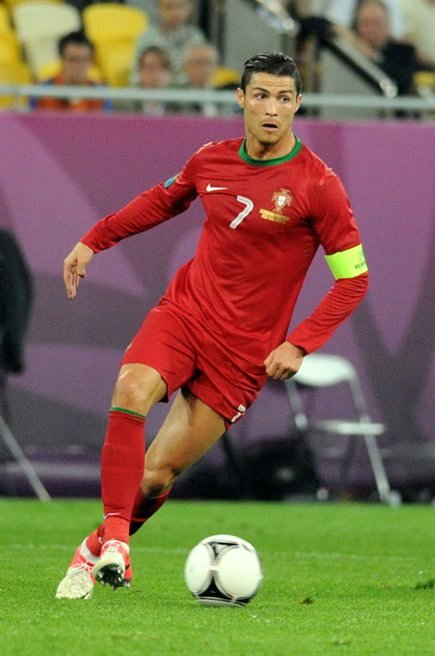
Ronaldo –en l'Euro 2012– durant el partit davant Alemanya.

### 2012-2016: Màxim golejador de la història de Portugal i campió d'Europa
Cristiano va encapçalar la nòmina de Portugal per disputar l'Eurocopa de 2012 de Polònia i Ucraïna. La selecció lusitana va quedar alineada en el Grup B -l'anomenat grup de la mort- al costat de l'Alemanya de la «Generació Löw», la Països Baixos subcampiona del món en el passat Mundial de Sud-àfrica, i el perillós elenc de Dinamarca.
En el primer partit –davant la selecció alemanya– els portuguesos van perdre per 1-0. Davant Dinamarca el quadre de Paulo Bento es va imposar per 2-3. I en l'últim partit –davant la selecció neerlandesa– va vèncer gràcies a dos gols de Ronaldo (2-1) que va callar les crítiques que li havien caigut després dels dos partits anteriors. En quarts de final –on es va enfrontar a la selecció de República Txeca– Cristiano va tornar a transformar-se en heroi en marcar l'únic gol de la trobada. En Semifinals –on es va topar novament amb Espanya després de l'eliminació en el Mundial anterior– va empatar 0-0 en el temps reglamentari caient finalment en el torn de penals, on el jugador no va poder arribar a llançar el cinquè llançament de la seva selecció per quedar la tanda resolta en el llançament previ.
Malgrat això, Cristiano va ser un dels màxims golejadors del torneig amb els seus tres gols, quedant a més segon en la classificació de l'índex Castrol EDGE Index que premia la regularitat dels jugadors en el torneig, sent també un dels vint-i-tres futbolistes més destacats de l'Euro per al comitè de la Unió Europea d'Associacions de Futbol.
Per a la següent cita, el Mundial de 2014 de Brasil Portugal va quedar enquadrada en el Grup F de classificació. Sobre el paper, portuguesos i russos es disputarien la plaça mundialista pel que els seus enfrontaments directes van ser essencials, decantant-se finalment un per a cada costat. Això va motivar que els restants enfrontaments de grup anessin decisius. Després dels deu partits corresponents, la selecció portuguesa va finalitzar en segon lloc obligat a jugar l'eliminatòria de repesca. En aquesta fase, Portugal es va enfrontar davant la selecció sueca aconseguint la classificació després d'un marcador global de 4-2 -sent anotats els quatre gols per Cristiano Ronaldo-, per signar un total de vuit en els partits classificatoris per al mundial.
Si Ronaldo arribés a disputar la Copa Mundial de Futbol 2018 i marqués un gol en la competència, aconseguiria el rècord compartit per Uwe Seeler, Pelé i Miroslav Klose, com un dels únics jugadors de la història a marcar gols en 4 mundials diferents.
Després de perdre's el primer partit de les Classificacions UEFA per a l'Euro 2016 contra Albània per lesió, Ronaldo va anotar un gol en temps de descompte en el minut 95 per ajudar a Portugal a guanyar amb un triomf 1-0 contra Dinamarca. Novament, el 14 de novembre de 2014, va jugar contra Armènia per les Classificacions UEFA per a l'Euro 2016, on va anotar l'únic tant del partit que li va donar la victòria 1-0 a la seva selecció. Més tard, el 13 de juny de 2015, s'enfronta novament a la selecció de Armènia per les Classificacions UEFA per a l'Euro 2016, on va tenir una brillant actuació convertint un triplet que li va donar la victòria a Portugal per 3 gols a 2, quedant així capdavanter de grup I. El 08 d'octubre de 2015, va disputar un partit vàlid per les Classificacions UEFA per a l'Euro 2016 contra la Selecció de Dinamarca, on aconseguiria un valuós triomf per 1-0 que li va permetre classificar-se, com a líder del grup I i mancant una data, a l'Eurocopa França 2016. cal esmentar, que per ja estar classificat, Ronaldo no va disputar l'últim partit de la seva Selecció per les Classificacions UEFA per a l'Euro 2016, jugat l'11 d'octubre de 2015 i en el quin Portugal guanyaria per 2 gols a 1.

## Estil de joc

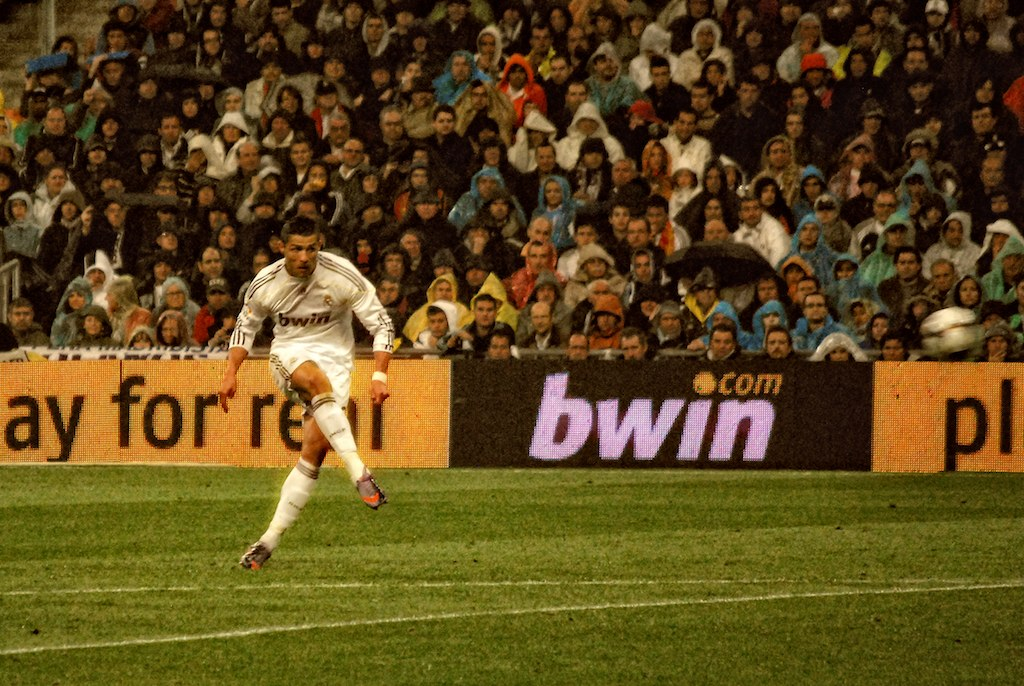
Cristiano Ronaldo executant un tir lliure.

Cristiano Ronaldo és un jugador dinàmic i veloç que s'aprofita dels espais ofensius. És destre, encara que maneja per igual l'esquerrana, això li permet jugar per les dues bandes. Desborda pels costats constantment a causa de la seva facilitat per sortir per fora o per dins i als seus variats regatejos. El seu bon maneig de pilota li permet accelerar les seves jugades, aquesta mateixa velocitat li atorga un avantatge considerable per encarar a les defensives contràries, donant-li superioritat en atac. És un jugador veloç, segons la FIFA és la cambra jugadora més ràpid del món amb una velocitat punta de 33.6 km/h. La seva notable alçada (1,85cm) i capacitat física fan d'ell un notable saltador, sense anar més lluny un estudi recent de Castrol va revelar que és capaç de rematar una pilota amb el cap a una altura de 2,63 metres d'altura. No obstant això i malgrat la seva gran capacitat per saltar, Ronaldo aprofita més la seva col·locació per guanyar-li l'esquena a la defensiva, que la seva força física.
Ronaldo és un bon executor de llançaments directes, especialitzat en la tècnica de la «folha seca», aquesta consisteix a donar-li un cop sec a la pilota amb l'interior del peu perquè aquest descrigui una paràbola de dalt a baix similar a una fulla seca que cau d'un arbre, metàfora que prové d'un gol que el brasileño «Didí» li va marcar de tir lliure a la selecció del Perú en les eliminatòries per disputar la Copa Mundial de 1958., cal assenyalar que posseeix un tret poderós de mitjana distància, la seva copejo supera els 100 km/h, la mitjana de velocitat en el copejo en potència d'un futbolista professional oscil·la entre els 87,4 km/h i els 95,76 km/h.
En el seu segon gol de falta en Zúric, la pilota va aconseguir una punta de 103 km/h fins als punys de Leoni, des d'una distància de 31 metres. També en un partit per la lliga Cristiano va anotar un golàs a 26 metres de distància i el seu tret va aconseguir els 115 km/h.
En amb prou feines sis temporades a Espanya, el jugador ha aconseguit anotar 17 punts de lliure directe, col·locant-se com el futbolista amb més gols marcats de falta en els últims 20 anys en la Lliga.

## Vida privada

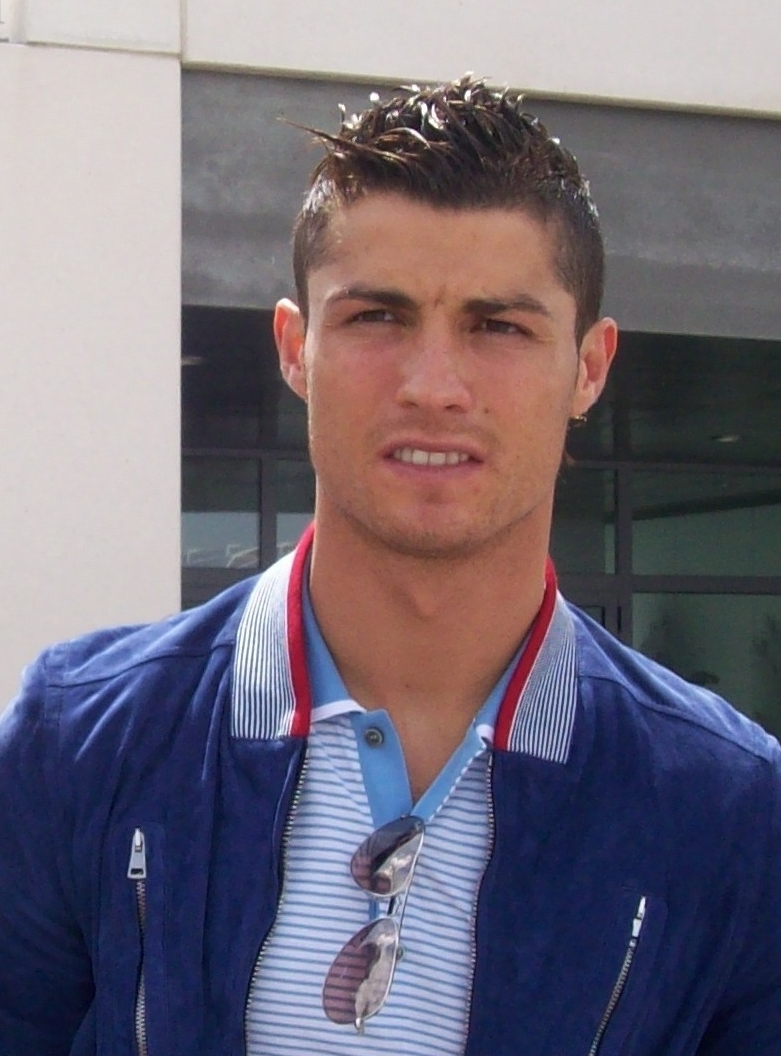
Cristiano Ronaldo en 2010.

Cristiano Ronaldo parla portuguès, anglès i castellà.
El pare de Cristiano li va posar de segon nom Ronaldo, en homenatge a l'actor i posteriorment president dels Estats Units Ronald Reagan.
El 7 de setembre de 2005 el seu pare, Dennis Aveiro, va morir per una crisi renal a causa del alcohol. Hores després Ronaldo es va reunir amb el seleccionador de Portugal per comunicar la seva intenció de jugar el partit contra Rússia per a la classificació al Mundial de Futbol de 2006, encara que el tècnic Alex Ferguson li va permetre tornar a la seva ciutat natal per a l'enterrament pel que es va perdre el partit contra el Manchester City.
En octubre de 2006 va ser interrogat per la policia britànica per assetjament sexual, però l'acusació va ser retirada per falta de proves.
Després de dos partits per a la qualificació a la Copa Mundial de Futbol va viatjar a Indonèsia per recaptar fons pel tsunami que va arrasar dies abans. Es va reunir amb el vicepresident Jusuf Kalla i el president de Timor-Leste, Xanana Gusmão per donar una contribució de 120.000 dòlars.
Després de ser contractat pel Reial Madrid va vendre la seva casa en Manchester per 6,5 milions d'euros. El 4 de juliol de 2010, pocs dies després de la derrota de l'equip de Portugal en la Copa Mundial de Futbol de 2010, va anunciar per Twitter i Facebook que era pare d'un nen. Es va acordar amb la mare que la seva identitat es mantindria en secret i el nen quedaria sota la seva tutela.
Va mantenir una relació amb la model russa Irina Shayk fins a inicis de 2015.
Cristiano Ronaldo va subhastar la Bota d'Or de 2011 per recaptar fons per als nens de Gaza, després que la Franja de Gaza fos bombardejada durament per les tropes israelianes.

## Estadístiques

### Club
Actualitzat al 29 de setembre de 2023
| Club                 | Temporada     | Lliga             | Lliga   | Lliga | Copa nacional | Copa nacional | Copa lliga | Copa lliga | Continental | Continental | Altres  | Altres | Total   | Total |
| Club                 | Temporada     | Divisió           | Partits | Gols  | Partits       | Gols          | Partits    | Gols       | Partits     | Gols        | Partits | Gols   | Partits | Gols  |
| -------------------- | ------------- | ----------------- | ------- | ----- | ------------- | ------------- | ---------- | ---------- | ----------- | ----------- | ------- | ------ | ------- | ----- |
| Sporting CP B        | 2002–03       | Segunda Divisão B | 2       | 0     | —             | —             | —          | —          | —           | —           | —       | —      | 2       | 0     |
| Sporting CP          | 2002–03       | Primeira Liga     | 25      | 3     | 3             | 2             | —          | —          | 3           | 0           | 0       | 0      | 31      | 5     |
| Manchester United FC | 2003–04       | Premier League    | 29      | 4     | 5             | 2             | 1          | 0          | 5           | 0           | 0       | 0      | 40      | 6     |
| Manchester United FC | 2004–05       | Premier League    | 33      | 5     | 7             | 4             | 2          | 0          | 8           | 0           | 0       | 0      | 50      | 9     |
| Manchester United FC | 2005–06       | Premier League    | 33      | 9     | 2             | 0             | 4          | 2          | 8           | 1           | —       | —      | 47      | 12    |
| Manchester United FC | 2006–07       | Premier League    | 34      | 17    | 7             | 3             | 1          | 0          | 11          | 3           | —       | —      | 53      | 23    |
| Manchester United FC | 2007–08       | Premier League    | 34      | 31    | 3             | 3             | 0          | 0          | 11          | 8           | 1       | 0      | 49      | 42    |
| Manchester United FC | 2008–09       | Premier League    | 33      | 18    | 2             | 1             | 4          | 2          | 12          | 4           | 2       | 1      | 53      | 26    |
| Manchester United FC | Total         | Total             | 196     | 84    | 26            | 13            | 12         | 4          | 55          | 16          | 3       | 1      | 292     | 118   |
| Reial Madrid         | 2009–10       | La Liga           | 29      | 26    | 0             | 0             | —          | —          | 6           | 7           | —       | —      | 35      | 33    |
| Reial Madrid         | 2010–11       | La Liga           | 34      | 40    | 8             | 7             | —          | —          | 12          | 6           | —       | —      | 54      | 53    |
| Reial Madrid         | 2011–12       | La Liga           | 38      | 46    | 5             | 3             | —          | —          | 10          | 10          | 2       | 1      | 55      | 60    |
| Reial Madrid         | 2012–13       | La Liga           | 34      | 34    | 7             | 7             | —          | —          | 12          | 12          | 2       | 2      | 55      | 55    |
| Reial Madrid         | 2013–14       | La Liga           | 30      | 31    | 6             | 3             | —          | —          | 11          | 17          | —       | —      | 47      | 51    |
| Reial Madrid         | 2014–15       | La Liga           | 35      | 48    | 2             | 1             | —          | —          | 12          | 10          | 5       | 2      | 54      | 61    |
| Reial Madrid         | 2015–16       | La Liga           | 36      | 35    | 0             | 0             | —          | —          | 12          | 16          | —       | —      | 48      | 51    |
| Reial Madrid         | 2016–17       | La Liga           | 29      | 25    | 2             | 1             | —          | —          | 13          | 12          | 2       | 4      | 46      | 42    |
| Reial Madrid         | 2017–18       | La Liga           | 27      | 26    | 0             | 0             | —          | —          | 13          | 15          | 4       | 3      | 44      | 44    |
| Reial Madrid         | Total         | Total             | 292     | 311   | 30            | 22            | —          | —          | 101         | 105         | 15      | 12     | 438     | 450   |
| Juventus FC          | 2018–19       | Serie A           | 31      | 21    | 2             | 0             | —          | —          | 9           | 6           | 1       | 1      | 43      | 28    |
| Juventus FC          | 2019–20       | Serie A           | 33      | 31    | 4             | 2             | —          | —          | 8           | 4           | 1       | 0      | 46      | 37    |
| Juventus FC          | 2020–21       | Serie A           | 33      | 29    | 4             | 2             | —          | —          | 6           | 4           | 1       | 1      | 44      | 36    |
| Juventus FC          | 2021–22       | Serie A           | 1       | 0     | 0             | 0             | —          | —          | 0           | 0           | 0       | 0      | 1       | 0     |
| Juventus FC          | Total         | Total             | 98      | 81    | 10            | 4             | —          | —          | 23          | 14          | 3       | 2      | 134     | 101   |
| Manchester United    | 2021–22       | Premier League    | 30      | 18    | 1             | 0             | 0          | 0          | 7           | 6           | —       | —      | 38      | 24    |
| Manchester United    | 2022–23       | Premier League    | 10      | 1     | 0             | 0             | 0          | 0          | 6           | 2           | —       | —      | 16      | 3     |
| Manchester United    | Total         | Total             | 40      | 19    | 1             | 0             | 0          | 0          | 13          | 8           | —       | —      | 54      | 27    |
| Al Nassr             | 2022–23       | Saudi Pro League  | 16      | 14    | 2             | 0             | —          | —          | —           | —           | 1       | 0      | 19      | 14    |
| Al Nassr             | 2023–24       | Saudi Pro League  | 7       | 10    | 0             | 0             | —          | —          | 2           | 0           | 6       | 6      | 15      | 16    |
| Al Nassr             | Total         | Total             | 23      | 24    | 2             | 0             | —          | —          | 2           | 0           | 7       | 6      | 34      | 30    |
| Total carrera        | Total carrera | Total carrera     | 676     | 522   | 72            | 41            | 12         | 4          | 197         | 143         | 28      | 21     | 985     | 731   |

### Internacional
Actualitzat al partit del 8 de setembre de 2023
| Selecció        | Any           | Competició | Competició | Amistós | Amistós | Total   | Total |
| Selecció        | Any           | Partits    | Gols       | Partits | Gols    | Partits | Gols  |
| --------------- | ------------- | ---------- | ---------- | ------- | ------- | ------- | ----- |
| Portugal sub-15 | 2001          | 2          | 1          | 7       | 6       | 9       | 7     |
| Portugal sub-17 | 2001          | —          | —          | 3       | 2       | 3       | 2     |
| Portugal sub-17 | 2002          | 4          | 3          | 0       | 0       | 4       | 3     |
| Portugal sub-17 | Total         | 4          | 3          | 3       | 2       | 7       | 5     |
| Portugal sub-20 | 2003          | —          | —          | 5       | 1       | 5       | 1     |
| Portugal sub-21 | 2002          | 0          | 0          | 1       | 1       | 1       | 1     |
| Portugal sub-21 | 2003          | 7          | 2          | 2       | 0       | 9       | 2     |
| Portugal sub-21 | Total         | 7          | 2          | 3       | 1       | 10      | 3     |
| Portugal sub-23 | 2004          | 2          | 1          | 1       | 1       | 3       | 2     |
| Portugal        | 2003          | —          | —          | 2       | 0       | 2       | 0     |
| Portugal        | 2004          | 11         | 7          | 5       | 0       | 16      | 7     |
| Portugal        | 2005          | 7          | 2          | 4       | 0       | 11      | 2     |
| Portugal        | 2006          | 10         | 4          | 4       | 2       | 14      | 6     |
| Portugal        | 2007          | 9          | 5          | 1       | 0       | 10      | 5     |
| Portugal        | 2008          | 5          | 1          | 3       | 0       | 8       | 1     |
| Portugal        | 2009          | 5          | 0          | 2       | 1       | 7       | 1     |
| Portugal        | 2010          | 6          | 3          | 5       | 0       | 11      | 3     |
| Portugal        | 2011          | 6          | 5          | 2       | 2       | 8       | 7     |
| Portugal        | 2012          | 9          | 4          | 4       | 1       | 13      | 5     |
| Portugal        | 2013          | 6          | 7          | 3       | 3       | 9       | 10    |
| Portugal        | 2014          | 5          | 3          | 4       | 2       | 9       | 5     |
| Portugal        | 2015          | 4          | 3          | 1       | 0       | 5       | 3     |
| Portugal        | 2016          | 10         | 10         | 3       | 3       | 13      | 13    |
| Portugal        | 2017          | 10         | 10         | 1       | 1       | 11      | 11    |
| Portugal        | 2018          | 4          | 4          | 3       | 2       | 7       | 6     |
| Portugal        | 2019          | 10         | 14         | —       | —       | 10      | 14    |
| Portugal        | 2020          | 4          | 2          | 2       | 1       | 6       | 3     |
| Portugal        | 2021          | 11         | 11         | 3       | 2       | 14      | 13    |
| Portugal        | 2022          | 12         | 3          | 0       | 0       | 12      | 3     |
| Portugal        | 2023          | 5          | 5          | 0       | 0       | 5       | 5     |
| Portugal        | Total         | 149        | 103        | 52      | 20      | 201     | 123   |
| Total carrera   | Total carrera | 164        | 110        | 71      | 31      | 235     | 141   |

## Rècords

### Món
- Màxim golejador del món segons la IFFHS en 2 ocasions consecutives. (Rècord compartit amb Lionel Messi).[219][220]
- Únic jugador a marcar més de 50 gols en 5 temporades diferents: 53 (2010/11), 60 (2011/12), 55 (2012/13), 51 (2013/14) i 61 (2014/2015). Rècord mundial absolut.
- Únic jugador a marcar més de 50 gols en 5 temporades consecutives: 53 (2010/11), 60 (2011/12), 55 (2012/13), 51 (2013/14) i 61 (2014/2015). Rècord mundial absolut.
- Únic jugador a marcar a tots els equips d'un torneig de primera divisió en una mateixa temporada. (Rècord compartit amb Lionel Messi). Rècord mundial absolut.[94]
- Primer jugador a marcar a tots els equips d'un torneig de primera divisió en una mateixa temporada. Rècord mundial absolut.[94]
- Primer jugador a guanyar el premi FIFA Puskás Award, l'any 2009.[50][221][222]
- Primer i únic jugador a marcar almenys un gol en els següents tornejos consecutivament: Euro 2004, Mundial 2006, Euro 2008, Mundial 2010, Euro 2012, Mundial 2014. Rècord mundial absolut.
- Primer i únic jugador a marcar gols en tots els minuts d'un partit, de l'1 al 90. Rècord mundial absolut.[223]
- Màxim guanyador del premi Globe Soccer World Player al millor jugador de futbol: Dues vegades (2011 i 2014). Rècord mundial absolut.[224]
- Màxim golejador del món segons la IFFHS any 2013. Rècord mundial absolut.[225][226]
- Màxim golejador del món segons la IFFHS any 2014. Rècord mundial absolut.[225][227]
- Màxim golejador del món en activitat, en club i selecció: 539 Gols (483 Clubs i 56 Selecció Portuguesa).[228]
- Màxim golejador del món en activitat, en clubs: 483 Gols.[229]
- Màxim guanyador del premi El Màxim Golejador del Món: 2 vegades (2014 i 2015). (rècord compartit amb Ali Daei i Lionel Messi).[220]
- Màxim guanyador del premi El Golejador Mundial més efectiu de Primera Divisió: 2 vegades (2013 i 2014). (Rècord compartit amb Mário Jardel, Lionel Messi i Luis Suárez).[220]
- Major quantitat de gols en partits internacionals en un mateix any (club i selecció nacional): 25 gols (15 Lliga de Campions i 10 amb la selecció Portugal). (Rècord compartit amb Lionel Messi).[225]
- Golejador mundial més efectiu de primera divisió segons la IFFHS any 2014 (amb 31 gols). Rècord mundial absolut.
- Golejador mundial més efectiu de primera divisió segons la IFFHS any 2015 (amb 48 gols). Rècord mundial absolut.
- Jugador amb major quantitat d'aparicions en el premi FIFA/FIFPro World XI al millor equip de l'any: 8 vegades. (Rècord compartit amb Lionel Messi).[230]
- Segon jugador més guanyador del premi Goal 50 al millor futbolista del món de la temporada: 3 vegades (2008, 2012, 2014).[231][232]
- Segon màxim guanyador de la Pilota d'Or: (2008, 2013, 2014). (Rècord compartit amb Johan Cruyff, Michel Platini i Marco van Basten).[233][234]
- Després de la compra en 2009 del Reial Madrid es va convertir en el fitxatge més car en la història del futbol.
- Tercer jugador a marcar en 6 fases diferents: Eurocopa 3 vegades (2004, 2008, 2012) i Mundial 3 vegades (2006, 2010, 2014).[235]

### Europa
- Primer i únic jugador a guanyar la Bota d'Or en dues lligues diferents (Premier League i La Lliga). Rècord europeu absolut.[236]
- Primer i únic jugador en la història de la Lliga de Campions a marcar 10 o més gols en 5 edicions consecutives: 10 en la temporada 2011/12, 12 en la temporada 2012/13, 17 en la temporada 2013/14, 10 en la temporada 2014/15 i 16 en la temporada 2015/16 (encara en joc). Rècord europeu absolut.
- Primer i únic jugador en la història de la Lliga de Campions a marcar 15 o més gols en 2 edicions diferents: 17 gols en la temporada 2013/14 i 16 gols en la temporada 2015/16 (encara en joc). Rècord europeu absolut.[237]
- Primer jugador a aconseguir 80 gols en competicions Europees (UEFA). Rècord europeu absolut.
- Primer jugador a aconseguir 85 gols en competicions Europees (UEFA). Rècord europeu absolut.
- Primer jugador a aconseguir 90 gols en competicions Europees (UEFA). Rècord europeu absolut.
- Primer jugador a aconseguir 95 gols en competicions Europees (UEFA). Rècord europeu absolut.
- Primer jugador a aconseguir 80 gols en la Lliga de Campions. Rècord europeu absolut.
- Primer jugador a aconseguir 85 gols en la Lliga de Campions. Rècord europeu absolut.
- Primer jugador a aconseguir 90 gols en la Lliga de Campions. Rècord europeu absolut.
- Màxim guanyador de la Bota d'Or: 4 Vegades (2007/08, 2010/11, 2013/14 i 2014/15). Rècord europeu absolut.[236][238][239][240][241][242]
- Màxim golejador de la història de l'Eurocopa explicant fases classificatòries i finals: 26 gols (20 en classificatòries i 6 en fases finals). Rècord europeu absolut.[243]
- Màxim golejador històric en competicions Europees (UEFA): 96 gols. Rècord europeu absolut.[244][245]
- Màxim golejador històric de la Lliga de Campions: 94 gols. Rècord europeu absolut.[246]
- Màxim golejador històric en una mateixa edició de la Lliga de Campions: 17 gols (2013/14). Rècord europeu absolut.[247]
- Màxim golejador històric en una fase de grups de la Lliga de Campions: 11 gols (2015/16). Rècord europeu absolut.[248]
- Més gols en una edició d'una competició Europea: 17 gols. (Rècord compartit amb Radamel Falcao).
- Més partits marcant en la Lliga de campions: 63 partits. Rècord europeu absolut.
- Millor mitjana golejadora en una mateixa temporada de la Lliga de Campions: 1.55 (2013/14). Rècord europeu absolut.[249]
- Jugador amb més gols en la fase eliminatòria de la Lliga de Campions: 44 gols. Rècord europeu absolut.
- Jugador amb més gols de visita en la història de la Lliga de Campions: 44 gols. Rècord europeu absolut.[250]
- Jugador amb més gols en un any calendari de la Lliga de Campions: 16 gols (2015). Rècord europeu absolut.[251]
- Jugador amb més gols en quarts de final de la Lliga de Campions: 15 gols. Rècord europeu absolut.
- Jugador amb més gols en semifinals de la Lliga de Campions: 10 gols. Rècord europeu absolut.
- Jugador amb més doblets en semifinals de la Lliga de Campions: 3 doblets. Rècord europeu absolut.
- Jugador amb més doblets en la història de la Lliga de Campions: 23 doblets. Rècord europeu absolut
- Jugador amb més hat-tricks en la història de la Lliga de Campions: 5 hat-tricks. (Rècord compartit amb Lionel Messi)
- Jugador amb més gols de cap en la història de la Lliga de Campions: 16 gols. Rècord europeu absolut.[252][253]
- Jugador amb més gols de penal en la història de la Lliga de Campions: 11 penals. Rècord europeu absolut.[254]
- Jugador amb major quantitat de partits consecutius marcant en la Lliga de Campions: 8 partits (Temporada 2013/14). Rècord europeu absolut.
- Jugador amb major quantitat de victòries consecutives en Lliga de Campions: 14 victòries. Rècord europeu absolut.[252][253]
- Jugador amb major quantitat de victòries en fase eliminatòria de Lliga de Campions: 32 victòries. Rècord europeu absolut.[252][253]
- Jugador que més vegades ha marcat el primer gol d'un partit en la Lliga de Campions: En 34 ocasions. Rècord europeu absolut.[255]
- Jugador amb major quantitat d'aparicions en el premi Equip de l'any UEFA: 9 vegades. Rècord europeu absolut.[256]
- Jugador europeu N°15 a aconseguir els 50 gols amb la selecció del seu país.[257]
- Segundo jugador que més vegades ha estat golejador en una temporada de la Lliga de Campions: 4 vegades (2007/08, 2012/13, 2013/14, 2014/15) (Rècord compartit amb Gerd Müller).
- Tercer jugador amb més gols en primera divisió en la història de les 5 grans lligues europees: 340 gols.[258][259]
- Tercer màxim golejador en fase de grup en la història de la Lliga de Campions: 49 gols.[260]

### Anglaterra
- Major quantitat de gols marcats en una Premier League (de 38 partits): 31 gols, temporada 2007/08 (igualat amb Alan Shearer).

### Manchester United
- Primer i únic jugador de la història del Manchester United FC a guanyar la Bota d'Or. Rècord Absolut
- Primer i únic jugador a guanyar el premi Jugador Mundial de la FIFA. Rècord Absolut.[261]
- Primer i únic jugador a guanyar el premi FIFA Puskás Award. Rècord Absolut.
- Jugador que juga com a extrem que més gols ha marcat en una temporada: 42 gols (2007/08). Rècord Absolut.
- Jugador més jove en tota la història del Manchester United FC a guanyar la Bota d'Or de la Premier League: 23 anys. Rècord Absolut.
- Jugador amb més gols en una temporada de la Premier League: 31 gols (2007/08). Rècord Absolut.
- Segon jugador a guanyar el premi Jugador de l'Any de la UEFA.[262]
- Segon jugador més jove en tota la història del Manchester United FC a guanyar el Pilota d'Or: 23 anys.
- Tercer jugador a guanyar la Bota d'Or de la Premier League: 2007/08
- Quart jugador a aconseguir el Pilota d'Or en la història del club: 2008.

### Espanya
- Segon màxim golejador en la història de la Lliga BBVA, amb 256 gols en 233 partits jugats.[263]
- Primer jugador a marcar 40 gols en una edició de la Lliga (la temporada 2010/11).
- Primer jugador a marcar a tots els equips de la Lliga en una mateixa temporada. Rècord espanyol i mundial absolut.[94]
- Únic jugador a marcar a tots els equips de la Lliga en una mateixa temporada. (Rècord compartit amb Lionel Messi) Rècord espanyol i mundial absolut.[94]
- Únic jugador en tota la història de la Lliga a marcar 25 o més gols en 7 edicions consecutives: 26 (2009/10), 40 (2010/11), 46 (2011/12), 34 (2012/13), 31 (2013/14), 48 (2014/2015) i 31 (2015/2016, encara en joc). (Rècord compartit amb Lionel Messi).
- Primer i únic jugador a marcar més de 50 gols en 5 temporades consecutives en la història del futbol espanyol: (2010/11) 53 gols, (2011/12) 60 gols, (2012/13) 55 gols, (2013/14) 51 gols, (2014/15) 61 gols. Rècord espanyol absolut.[264]
- Primer i únic jugador de la història capaç de marcar en sis Clàssics consecutius. Rècord espanyol absolut.[99]
- Primer i únic jugador a marcar en sis visites consecutives en el Camp Nou. Rècord espanyol absolut.[265][266]
- Primer i únic jugador en la història de la Lliga BBVA a marcar 15 gols en les primeres 8 dates (Temporada 2014/15). Rècord espanyol absolut.[267]
- Primer i únic jugador en la història de la Lliga BBVA a marcar 20 gols en les primeres 12 dates (Temporada 2014/15). Rècord espanyol absolut.[268][269]
- Primer i únic jugador en la història de la Lliga BBVA a marcar 30 o més gols en 6 temporades consecutives. Rècord espanyol absolut.[270]
- Jugador amb més triplets en una temporada de Lliga: 8 triplets. (Rècord compartit amb Lionel Messi).
- Jugador amb més triplets en la història de la Lliga BBVA: 30 triplets. Rècord espanyol absolut.[271]
- Jugador amb més hat-tricks en la història del futbol espanyol: 36 hattricks. Rècord espanyol absolut.[260]
- Jugador que més vegades ha marcat 40 o més gols en una edició de la Lliga BBVA: 3 Vegades, (2010/11) 40 gols, (2011/12) 46 gols, (2014/15) 48 gols. (Rècord compartit amb Lionel Messi).
- Jugador que més gols de visita ha marcat davant un mateix rival en la història de la Lliga: 11 gols (al Sevilla FC). (Rècord compartit amb César Rodríguez).
- Jugador amb més hat-tricks davant un mateix rival en la història de la Lliga: 5 hat-tricks (al Sevilla FC). Rècord espanyol absolut.
- Jugador que menys partits va necessitar per marcar en 100 partits diferents de Lliga: 158 partits.
- Jugador que menys partits va necessitar per marcar 150 gols en la història de la Lliga BBVA: 140 partits. Rècord espanyol absolut.
- Jugador que menys partits va necessitar per marcar 200 gols en la història de la Lliga BBVA: 178 partits. Rècord espanyol absolut.[272][273]
- Jugador que menys partits va necessitar per marcar 250 gols en la història de la Lliga BBVA: 228 partits. Rècord espanyol absolut.
- Jugador que menys partits va necessitar per marcar més de 100 gols de visita en la història de la Lliga BBVA: 103 partits. Rècord espanyol absolut.[274]
- Jugador més guanyador del Trofeu Alfredo Di Stéfano al «Millor Jugador de la Lliga»: 3 vegades (2012, 2013, 2014) (Rècord compartit amb Lionel Messi).[275]
- Jugador amb més gols de tir lliure en la Lliga: 18 gols. Rècord espanyol absolut.
- Millor inici de temporada lleugera en les primeres 6 dates dels últims 60 anys: 10 gols (Temporada 2014/15). Rècord espanyol absolut.[276][277]
- Millor inici de temporada lleugera en les primeres 7 dates dels últims 71 anys: 13 gols (Temporada 2014/15). Rècord espanyol absolut.[278][279]
- Major quantitat de gols en les primeres 15 dates de Lliga: 25 gols (Temporada 2014/15). (Rècord compartit amb Pruden i Bata).[280]
- Major quantitat de gols en primera volta de Lliga: 28 gols. (Rècord compartit amb Lionel Messi).
- Segon jugador amb més gols en una edició de la La Lliga: 48 gols.

### Reial Madrid
- Màxim golejador en la història del Reial Madrid, amb 360 gols en 343 partits jugats.[281]
- Més hat-tricks en la història del club: 37. Rècord madridista absolut.[282]
- Més hat-tricks en la història del club en Lliga: 30. Rècord madridista absolut.[283]
- Més hat-tricks en una mateixa temporada: 8 (2014-15). Rècord madridista absolut.[284]
- Major quantitat de gols en una temporada: 61 gols (2014/2015). Rècord madridista absolut.[285][286][287][288][289][290][291][292][293]
- Major quantitat de gols en la primera volta de Lliga: 28 gols (2014/15). Rècord madridista absolut.[280]
- Major quantitat de gols en un any natural: 69 gols (2013). Rècord madridista absolut.
- Major quantitat de gols en un edició de la Lliga: 48 (2014/15). Rècord madridista absolut.[294]
- Major quantitat de gols de visita en un edició de la Lliga: 23 (2011/12). Rècord madridista absolut.
- Màxim golejador estranger en Lliga de Campions: 78 gols. Rècord madridista absolut
- Màxim golejador en Lliga de Campions: 78 gols. Rècord madridista absolut
- Màxim golejador estranger a Europa: 80 gols. Rècord madridista absolut.[295]
- Màxim golejador a Europa: 80 gols. Rècord madridista absolut
- Màxim golejador històric en una mateixa edició de la Lliga de Campions: 17 gols (2013/14). Rècord madridista absolut.[247]
- Màxim golejador històric en fase de grup d'una mateixa edició de la Lliga de Campions: 11 gols (2015/16). Rècord madridista absolut
- Màxim golejador en La Lliga a casa: 147 gols. Rècord madridista absolut.
- Màxim golejador en La Lliga fos de casa: 109 gols. Rècord madridista absolut.[296][297]
- Màxim golejador estranger en La Lliga fos de casa: 109 gols. Rècord madridista absolut.[296][297]
- Màxim golejador en la història del club en la Lliga BBVA: 256 gols. Rècord madridista absolut.
- Màxim golejador estranger en la història del club en La Lliga: 256 gols. Rècord madridista absolut.
- Millor mitjana golejadora en una temporada de la Lliga de Campions: 1.55 (2013/14). Rècord madridista absolut.
- Millor mitjana golejadora en una mateixa temporada de la Lliga BBVA: 1.37 (2014/2015). Rècord madridista absolut.
- Primer futbolista en tota la història del club a fer 3 repókers en la Lliga. Rècord madridista absolut.[298]
- Primer futbolista del Reial Madrid a marcar 3 gols en un partit en l'estadi Vicente Calderón: Lliga 2011-12, jornada 33, 11-04-2012 (resultat final: 1-4). Rècord madridista absolut.
- Primer i únic jugador a marcar 30 o més gols en 7 temporades consecutives: 33 (2009/10), 53 (2010/11), 60 (2011/12), 55 (2012/13), 51 (2013/14), 61 (2014/2015) i 47 (2015/2016, encara en joc). Rècord madridista absolut.
- Primer i únic jugador a marcar 40 o més gols en 6 temporades consecutives: 53 (2010/11), 60 (2011/12), 55 (2012/13), 51 (2013/14) 61 (2014/2015) i 47 (2015/2016, encara en joc). Rècord madridista absolut.
- Primer i únic jugador a marcar 50 o més gols en 5 temporades consecutives: 53 (2010/11), 60 (2011/12), 55 (2012/13), 51 (2013/14) i 61 (2014/2015). Rècord madridista absolut.[299]
- Primer i únic jugador a guanyar la Bota d'Or en dues ocasions consecutives: (2013/2014) i (2014/2015). Rècord madridista absolut.
- Primer i únic jugador en la història del Reial Madrid, a arribar als 30 hattricks. Rècord madridista absolut.
- Primer i únic jugador en la història del club a marcar 50 o més gols en una temporada (2010/2011) amb 53 gols. Rècord madridista absolut.
- Primer i únic jugador en la història del club a marcar 60 o més gols en una temporada (2014/2015) amb 61 gols. Rècord madridista absolut.
- Primer i únic jugador en tota la història del club a guanyar el Pilota d'Or 2 anys consecutius: (2013, 2014). Rècord madridista absolut.
- Primer i únic jugador en la història del club a marcar 10 gols en les primeres 6 dates de lliga (2014/15). Rècord madridista absolut.[300]
- Primer i únic jugador en la història del club a marcar 13 gols en les primeres 7 dates de lliga (2014/15). Rècord madridista absolut.[279]
- Primer i únic jugador en la història del club i de la Lliga a marcar 15 gols en les primeres 8 dates (2014/15). Rècord madridista i espanyol absolut.[301][302][303]
- Primer i únic jugador en la història del club i de la Lliga a marcar 20 gols en les primeres 12 dates (2014/15). Rècord madridista i espanyol absolut.[268][269]
- Jugador que més ràpid va arribar a marcar 50 gols en La Lliga. Rècord madridista absolut.[304]
- Jugador que més ràpid va arribar a marcar 100 gols en La Lliga. Rècord madridista absolut.[305]
- Jugador que més ràpid va arribar a marcar 150 gols en La Lliga. Rècord madridista i espanyol absolut.
- Jugador que més ràpid va arribar a marcar 200 gols en La Lliga. Rècord madridista i espanyol absolut.[306]
- Jugador que més ràpid va arribar a marcar 250 gols en La Lliga. Rècord madridista i espanyol absolut.
- Jugador que més ràpid va arribar a marcar 200 gols oficials en el club: en 197 partits. Rècord madridista absolut.[307]
- Jugador que més ràpid va arribar a marcar 250 gols oficials en el club: en 242 partits. Rècord madridista absolut.
- Jugador que més ràpid va arribar a marcar 300 gols oficials en el club: en 288 partits.Rècord madridista absolut.[308]
- Jugador que més ràpid va arribar a marcar 350 gols oficials en el club: en 335 partits.Rècord madridista absolut.
- Jugador que més va guanyar el Bota d'Or en la història del club: 3 vegades (2010/2011), (2013/2014) i (2014/2015). Rècord madridista absolut.
- Jugador que més va guanyar el Pilota d'Or en la història del club: 2 vegades (2013 i 2014) (Rècord compartit amb Alfredo Di Stéfano).[309]
- Jugador amb més partits consecutius marcant de local en la història de la Lliga: 17 partits. Rècord madridista absolut.[310]
- Jugador amb més partits consecutius marcant en la història de la Lliga: 9 partits. Rècord madridista absolut.[311]
- Jugador amb més gols en partits consecutius en la història de la Lliga: 17 gols en 9 partits. Rècord madridista absolut.[312]
- Jugador amb més gols en les 10 primeres jornades en la història de la Lliga: 17 gols en 10 jornades. Rècord madridista absolut.[313]
- Jugador madridista amb més penals llançats en la història del club en Lliga: 53 penals llançats (49 encertats i només 4 errats). Rècord madridista absolut.[314]
- Jugador madridista que més gols li ha marcat al Juventus en Lliga de Campions: 5 gols. Rècord madridista absolut.
- Jugador madridista amb més gols contra el FC Barcelona: 16 gols. Rècord madridista absolut.
- Hat-trick més ràpid en un partit oficial: 8 minuts, 9-1 vs Granada C.F., en Lliga el 5 d'abril del 2015 (Rècord compartit amb José García Pepillo).
- Póker més ràpid en un partit oficial: 24 minuts, 9-1 vs Granada C.F., en Lliga el 5 d'abril del 2015. Rècord madridista absolut.

### Portugal
- Màxim golejador en la història de Portugal: 55 gols. Rècord portuguès absolut.[315]
- Màxim golejador de Portugal en l'Eurocopa: 6 gols (juntament amb Nuno Gomes).
- Màxim golejador de Portugal en la Classificació a l'Eurocopa: 20 gols.
- Màxim golejador portuguès en Lliga de Campions: 94 gols. Rècord portuguès absolut.[245][316]
- Màxim golejador portuguès històric en competicions Europees (UEFA): 96 gols. Rècord portuguès absolut.[244][245]
- Màxim golejador portuguès en la història de les 5 grans lligues europees: 340 gols. Rècord portuguès absolut.
- Més gols en una temporada: 61 gols (2014-15). Rècord portuguès absolut.
- Més partits jugats en l'Eurocopa: 14 partits (juntament amb Luis Figo i Nuno Gomes).
- Més partits jugats en la Copa Mundial de Futbol: 13 partits. Rècord portuguès absolut
- Primer jugador a arribar als 50 gols amb la Selecció de futbol de Portugal. Rècord portuguès absolut.
- Primer i únic portuguès a guanyar la Bota d'Or en 4 ocasions: (2007/2008),(2010/2011),(2013/2014) i (2014/2015). Rècord portuguès absolut.
- Primer i únic portuguès a guanyar la Bota d'Or dues vegades seguides: (2013/2014) i (2014/2015). Rècord portuguès absolut.
- Primer i únic portuguès a guanyar el premi de FIFA Puskás Award: 2009. Rècord portuguès absolut
- Primer i únic portuguès a obtenir el premi de FIFA/FIFPro World XI al millor equip de l'any. Rècord portuguès absolut
- Primer i únic jugador portuguès a guanyar el Globe Soccer World Player. Rècord portuguès absolut
- Primer i únic jugador portuguès a guanyar el Trofeu Alfredo Di Stefano. Rècord portuguès absolut
- Primer i únic jugador portuguès a guanyar el Trofeu Alfredo Di Stefano, en tres anys consecutius: (2012, 2013, 2014). Rècord portuguès absolut
- Primer i únic jugador portuguès a ser Màxim Golejador del Món de l'Any segons la IFFHS en dues ocasions (any 2013 i 2014). Rècord portuguès absolut.[226][227]
- Primer i únic jugador portuguès a marcar gols en 3 mundials diferents i consecutius: Alemanya 2006 - Sud-àfrica 2010 - Brasil 2014. Rècord portuguès absolut[257]
- Primer i únic jugador portuguès a guanyar el Pilota d'Or, 2 anys consecutius: 2013, 2014. Rècord portuguès absolut
- Jugador portuguès amb més gols en una edició de la Lliga BBVA: 48 gols (Temporada 2014/15). Rècord portuguès absolut.
- Jugador portuguès amb més gols en un any natural: 69 gols. Rècord portuguès absolut.
- Jugador portuguès que més gols ha marcat en la Lliga BBVA: 256 gols. Rècord portuguès absolut.
- Jugador portuguès amb més gols de tir lliure de la La Lliga: 17 gols. Rècord portuguès absolut.
- Jugador portuguès amb més hat-tricks en una edició de la Lliga BBVA: 8 hat-tricks (2014/2015). Rècord portuguès absolut.
- Jugador portuguès amb més hat-tricks en la història del futbol espanyol: 36 hat-tricks. Rècord portuguès absolut.
- Jugador portuguès amb més hat-tricks en la història de la Lliga BBVA: 30 hat-tricks. Rècord portuguès absolut.
- Jugador portuguès amb més hat-tricks en la història del futbol: 41 hat-tricks. Rècord portuguès absolut.
- Jugador portuguès que més vegades ha guanyat la Bota d'Or: 4 vegades. Rècord portuguès absolut.
- Jugador més guanyador del premi Pilota d'Or en la història del futbol portuguès: 3 vegades. Rècord portuguès absolut.
- Jugador més guanyador del premi Globe Soccer World Player en la història del futbol portuguès: 2 vegades. Rècord portuguès absolut.
- Jugador més guanyador consecutivament del premi FIFA/FIFPro World XI al millor equip de l'any: 8 vegades. Rècord portuguès absolut
- Jugador més guanyador del premi CNID Millor esportista portuguès a l'estranger: 7 Vegades. Rècord portuguès absolut.[317][318][319]
- Jugador més guanyador consecutivament del premi CNID Millor esportista portuguès a l'estranger: 6 vegades. Rècord portuguès absolut.[317][318][319]
- Jugador més jove a aconseguir els 100 partits amb la selecció: 27 anys, 8 mesos i 11 dies. Rècord portuguès absolut

## Palmarès

### Club

#### Sporting de Lisboa
- 1 Supercopa portuguesa: 2002

#### Manchester United
- 1 FA Cup: 2004
- 2 Copes de la Lliga anglesa: 2005-06 i 2008-09
- 3 Premier League anglesa: 2007, 2008 i 2009
- 2 Community Shield: 2007 i 2008
- 1 Lliga de Campions: 2007-08
- 1 Campionat del Món de Clubs: 2008

#### Reial Madrid CF
- 4 Lligues de Campions: 2013–14, 2015–16,[320] 2016–17,[321] 2017–18
- 3 Supercopes d'Europa: 2014,[322][323][324] 2016,[325] 2017
- 3 Campionats del món de clubs: 2014,[326] 2016,[327] 2017[328]
- 2 Lligues espanyoles: 2011-12 i 2016-17[329]
- 2 Copes del Rei: 2010-11, 2013-14
- 2 Supercopes d'Espanya: 2012 i 2017[330]

#### Juventus FC
- 2 Serie A: 2018-19, 2019-20
- 2 Supercopes italianes: 2018, 2020
- 1 Copa italiana: 2021

#### Al-Nassr
- 1 Campionat Àrab: 2023

### Internacional

#### Selecció portuguesa
- 1 Eurocopa: 2016
- 1 Lliga de les Nacions de la UEFA: 2018-19

### Individual
| Títol                                              | Entitat                | Any     |
| -------------------------------------------------- | ---------------------- | ------- |
| Pilota de Plata                                    | France Football        | 2007    |
| Pilota d'Or                                        | France Football        | 2008    |
| Bota d'Or                                          | FIFA                   | 2008    |
| Bota d'Or de la Premier League                     | Premier League         | 2007-08 |
| Màxim golejador de la Lliga de Campions de la UEFA | UEFA                   | 2007-08 |
| Player of the Year                                 | World Soccer           | 2008    |
| Segon Millor Jugador de l'any                      | FIFA World Player      | 2009    |
| Pilota de Plata                                    | France Football        | 2009    |
| Premi Puskás al millor gol de l'any                | FIFA                   | 2009    |
| Trofeu Pitxitxi                                    | Lliga BBVA             | 2010-11 |
| Bota d'Or                                          | FIFA                   | 2010-11 |
| Pilota de Plata                                    | France Football / FIFA | 2011    |
| Pilota de Plata                                    | France Football / FIFA | 2012    |
| Màxim golejador de la Lliga de Campions de la UEFA | UEFA                   | 2012-13 |
| Pilota d'Or                                        | France Football / FIFA | 2013    |
| Trofeu Pitxitxi                                    | Lliga BBVA             | 2013-14 |
| Bota d'Or                                          | FIFA                   | 2013-14 |
| Màxim golejador de la Lliga de Campions de la UEFA | UEFA                   | 2013-14 |
| Pilota d'Or                                        | France Football / FIFA | 2014    |
| Trofeu Pitxitxi                                    | Lliga BBVA             | 2014-15 |
| Bota d'Or                                          | FIFA                   | 2014-15 |
| Màxim golejador de la Lliga de Campions de la UEFA | UEFA                   | 2014-15 |
| Pilota de Plata                                    | France Football / FIFA | 2015    |
| Màxim golejador de la Lliga de Campions de la UEFA | UEFA                   | 2015-16 |
| Pilota d'Or                                        | France Football / FIFA | 2016    |
| The Best FIFA                                      | FIFA                   | 2016    |
| Màxim golejador de la Lliga de Campions de la UEFA | UEFA                   | 2016-17 |
| Pilota d'Or                                        | France Football / FIFA | 2017    |
| The Best FIFA                                      | FIFA                   | 2017    |
| Màxim golejador de la Lliga de Campions de la UEFA | UEFA                   | 2017-18 |
| Pilota de Plata                                    | France Football / FIFA | 2018    |
| Capocannoniere                                     | Serie A                | 2020-21 |
| Màxim golejador de l'Eurocopa                      | UEFA                   | 2021    |
| Màxim golejador del Campionat Àrab de clubs        | UAFA                   | 2023    |
| Màxim golejador de la Lliga saudita                | SAFF                   | 2024    |

### Ordes
- Oficial de l'Ordem do Infante Dom Henrique
- Medalla al Mèrit de l'Orde de la Immaculada Concepció de Vila Viçosa (Casa de Braganza)[332]